# Gründerausbildung und Gründungsförderung
Die Aktivitäten der Gründerausbildung und Gründungsförderung umfassen alle staatlichen und privaten Aktivitäten zur Qualifizierung von Unternehmensgründern bzw. Entrepreneuren und zur institutionellen Förderung von Start-ups.

## Ausgangspunkt
Entgegen landläufiger Darstellung reicht die Unternehmerausbildung bis in die Frühmoderne zurück. In Deutschland finden sich Hochschulkurse und ganze Studienprogramme, durch die gezielt Industrieunternehmer ausgebildet werden sollten, an den damaligen polytechnischen Schulen bereits in der zweiten Hälfte des 19. Jahrhunderts. Die Unternehmerausbildung rückte jedoch wenig später in den Hintergrund, als die Technischen Hochschulen begannen, verstärkt akademische Legitimität zu erlangen, indem sie bis zum Beginn des 20. Jahrhunderts fast alle Fächer, die nicht auf angewandten Naturwissenschaften basierten, aus ihren Curricula eliminierten. Zur gleichen Zeit begannen jedoch die zwischen 1898 und 1920 in Deutschland gegründeten Handelshochschulen damit, gezielt Unternehmer auszubilden. Auch hier verschwand dieses Ziel aber im Zuge der zunehmenden Akademisierung und der Entstehung der Betriebswirtschaftslehre als wissenschaftlicher Disziplin gegen Mitte der 1920er Jahre.
Nach dem Zweiten Weltkrieg erschienen neben der branchen- oder technologiebezogenen Fachkompetenz und einer allgemeinen kaufmännischen Kompetenz keine weiteren speziellen Haltungen und Einstellungen notwendig. Erst in den 1980er Jahren kam zur Wiederbelebung eines Interesses an Unternehmerausbildung. In Deutschland wie in anderen westlichen Industrieländern entstand dieses Interesse aufgrund eines stetigen Rückgangs des Anteils der Selbstständigen an der Erwerbsbevölkerung Jahre im Gefolge der großbetrieblicher Strukturen im Rahmen eines „konservativen Wohlfahrtssystems“. Diese Tendenz spiegelte sich auch in der zunehmenden Ausrichtung der Betriebswirtschaft auf die Bedürfnisse von Großunternehmen und auf Methoden, die auf der Auswertung großer Datenmengen basieren.
Der Schwund der kleinen und mittelständischen Unternehmen führte damit zum Rückgang unternehmerischer Fähigkeit und Haltungen, die früher (im günstigsten Fall) im Rahmen der Familientradition und/oder einer Ausbildung im elterlichen Betrieb oder durch andere persönlich haftende Unternehmenseigner und Rollenmodelle vermittelt werden konnten. In Verbindung mit der damals typischen Perspektive eines Arbeitnehmers auf eine regelmäßige, exakt begrenzte Arbeitszeit bei voraussichtlich jährlich steigender Entlohnung und eine geregelte Altersversorgung war das Interesse an der Erwerbsform der Selbstständigkeit bis zu den 1980er Jahren drastisch gesunken.
Der Anteil der Selbstständigen an der Erwerbsbevölkerung sank in Deutschland von 1882: 25,6 Prozent auf 1939: 13,4 Prozent und (in Westdeutschland) 1980: 9 Prozent. Der Kipppunkt dieser Entwicklung lässt sich für die Bundesrepublik recht genau fixieren; er lag im Jahr 1981, als durch die rückläufige Gesamtbeschäftigung deutlich wurde, dass Wohlstands- und Arbeitsplatzzuwächse nicht mehr vorrangig durch das Wachstum von Großbetrieben erreicht werden konnten, die im Gegenteil verstärkt Arbeitsplätze abbauten.
Mit einem wenn auch zunächst langsamen Anstieg der Zahl der Selbstständigen seit den 1980er Jahren war die Umkehrung eines Trends markiert, der seit Beginn der Industrialisierung angehalten hatte. Durch Deregulierung und Privatisierung wurde nunmehr der Marktzugang von Dienstleistungsunternehmen zu bisher geschützten Bereichen erleichtert; sinkende Einstiegsschwellen in die Selbstständigkeit (unterstützt durch technische Trends wie den PC, neue Geschäftsmodelle und die Outsourcingaktivitäten der Großunternehmen) förderten seit den frühen 1990er Jahren die Möglichkeit des Marktzugangs für kapitalschwache Gründer und neue Gruppen von Selbstständigen (Frauen, Migranten, „Notgründer“ in den neuen Bundesländern). Angesichts der zunächst geringen Attraktivität des riskanten Erwerbsmodells der Selbstständigkeit stellte sich jedoch immer dringlicher die Frage, woher eine ausreichende Anzahl qualifizierter und motivierter Gründer kommen sollte.

## Trainierbarkeit unternehmerischer Fähigkeiten
David McClelland war einer der ersten Wissenschaftler, der davon ausging, dass unternehmerische Kompetenzen und Motivationen trainiert werden können und müssen. Sein Kakinada-Experiment, das 1964 in Mumbai sowie in Mexiko und den USA durchgeführt wurde, zeigte die Trainierbarkeit unternehmerischer Traits und führte zur Entwicklung von EDP (Entrepreneurial Development Programs) in vielen Ländern, die rasch auch den akademischen Bereich einbezogen.
In den vergangenen Jahren hat sich die akademische Entrepreneurausbildung in zahlreichen Staaten etabliert. Besonders auch in der Krise 2008–2009 hat sich in vielen Ländern gezeigt, dass Entrepreneurs mit akademischer Ausbildung ihre Gründungs- und Wachstumschancen trotz krisenbedingter Einschränkungen besser einzuschätzen vermögen als diejenigen ohne Ausbildung.
Allerdings wurde angesichts der hohen Erwartungen in die Trainierbarkeit unternehmerischer Dispositionen sowie des Steuerungsoptimismus der Politik und der Bildungseinrichtungen das Wechselspiel personeller und fachlicher Faktoren wenig berücksichtigt; es ist bisher wenig erforscht.

## Akademische Entrepreneurausbildung

### Ziele
Ziel der akademischen Entrepreneurausbildung ist es u. a., über die Möglichkeiten der Unternehmensgründung zu orientieren und durch theoretisches Wissen und praktisches Training die unternehmerische Lernkurve zu verkürzen. Dazu gehören heute u. a. folgenden Themen:
- Charakterisierung des Entrepreneurs und der verschiedenen Typen von Unternehmen
- Phasen der Unternehmensgründung und des Unternehmenswachstums
- Inhalte von Business-Plänen
- Finanzierung von Gründung und Wachstum und Auswahl von Investoren
- Krisenmanagement
- Managerial skills wie Vertragsverhandlungen, Mitarbeiterführung usw.

Einen Überblick über verschiedene Formen der Institutionalisierung auf Basis von Fallstudien bieten Christine Volkmann und David B. Audretsch.
Wesentlich weiter gehen Konzepte, die versuchen, die Intentionsbildung und Selbstwirksamkeitsvermutung der Gründer zu beeinflussen. Sie basieren zum Teil auf der Theorie des geplanten Verhaltens. Im Mittelpunkt steht dabei die Frage, ob die handelnde Person sich als jemand erlebt, der sein Verhalten erfolgreich kontrollieren kann, bzw. ob sie dieses in der Ausbildung erlernt.

### Stufen der Implementation
Bezüglich der Förderung der Unternehmerausbildung an Hochschulen können vier Stufen unterschieden werden:
- die Sensibilisierung der Studierenden und Mitarbeiter für eine Gründungsoption
- die Curricularisierung wichtiger Elemente etwa im Rahmen eines Fachs Entrepreneurship oder anderer spezieller betriebswirtschaftlicher Disziplinen
- die Stimulation von Gründungen durch Einflussnahme auf die Intentionen
- das praktische Training in universellen oder fach-/branchenspezifischen Inkubatoren

Eine weitere Methode ist das systematische Screening von schnell wachsenden oder technologisch hoch innovativen Gründungen und das anschließende Management von Innovationen in Start-ups.
Eine immer größere Bedeutung für die Entrepreneurausbildung haben MBA-Ausbildungsprogramme. Neben MBA gibt es auch technisch orientierte, berufsbegleitende Masterprogramme, z. B. In Stuttgart. Strukturierte Programme für Doktoranden gibt es von der Falling Walls Foundation unter dem Namen Young Entrepreneurs in Science Campus.

### Wirkungen
Grundsätzlich ist es schwierig, den Effekt einer akademischen oder gar schulischen Entrepreneurausbildung im Hinblick auf das Gründungsverhalten zu evaluieren, da die Absolventen – wenn überhaupt – oft erst nach einigen Berufsjahren oder sogar in höherem Alter gründen.
Es gibt jedoch eine Vielzahl von Studien aus verschiedenen Ländern, die belegen, dass Entrepreneurial Education einen positiven Einfluss auf die Entwicklung unternehmerischer Intentionen und der Selbstwirksamkeitsvermutung hat. Eine wichtige intervenierende Variable ist allerdings die Wahrnehmung der Machbarkeit des eigenen Vorhabens.
Viele dieser empirischen Arbeiten, die meist studienbegleitend in MBA- und anderen Kursen durchgeführt wurden, vernachlässigen jedoch die Differenz zwischen Intention und Handlung. Eine ungarische Studie zeigt, dass die Beteiligung an Entrepreneurkursen erst mittel- bis langfristig (über einen Zeitraum von fünf und mehr Jahren) mit der Gründungshäufigkeit korreliert.
Eine Untersuchung an der TU München zeigt zwar positive Effekte der Entrepreneurship Education hinsichtlich der Lernbereitschaft, des Optimismus, der Hoffnung auf Erfolg und der internalen Kontrollüberzeugung, aber nur geringe, nicht signifikante Effekte der Entrepreneurial Education im Hinblick auf die Selbstwirksamkeitserwartung, und dies insbesondere bei älteren Studierenden, bei denen die Selbstwirksamkeitserwartung ohnehin höher ist. Eine Veränderung der Wertorientierungen war nicht festzustellen.
Einer Studie von Sanja Pfeifer an der Josip-Juraj-Strossmayer-Universität Osijek zufolge sinkt durch eine akademisierte Entrepreneurausbildung möglicherweise sogar die unternehmerische Selbstwirksamkeitsvermutung von Studierenden mit hohen unternehmerischen Aspirationen, und zwar aufgrund von Entmutigungseffekten, die sich aus der studienbedingt zunehmenden Einsicht in die Komplexität von Gründungsvorhaben ergeben. Hingegen werden Studierende ohne große unternehmerische Aspirationen durch eine Information über die Möglichkeiten von Gründungen eher motiviert, sich erstmals mit konkret dem Thema zu befassen.

### Vorhersagbarkeit des Erfolgs
Auch für die Vorhersage des Erfolgs wird zum Teil auf die Theorie des geplanten Verhaltens zurückgegriffen. Andere Studien fokussieren eher die praktische Relevanz der Inhalte der Ausbildung. Einer dänischen Studie zufolge sind gute Indikatoren für die Entwicklung eines entrepreneurialen Verhaltens von Studierenden die aktive Suche nach studentischen Beschäftigungsmöglichkeiten und betrieblichen Praktika sowie ein hoher Anteil nicht genuin akademischer (praxisnaher) Ausbildungsinhalte und die Arbeit an einer Bachelor-Thesis in Kooperation mit einem Unternehmen.

### Trends
Als Trend ist zu konstatieren, dass die Bedeutung generalisierter Entrepreneurstudiengänge zurückgeht, während Elemente der Entrepreneurausbildung im Rahmen von Fächern wie Marketing, Finanzierung, Absatzwirtschaft gelehrt werden, da die Bedeutung spezialisierter Nischenmärken steigt. Gleichzeitig werden Elemente der Entrepreneurausbildung zunehmend in einzelne technische Studienfächer integriert.

## Methodik der Ausbildung

### Unterschiede zum Corporate Management
Die in der Unternehmer- und Gründerausbildung angewandten Methoden unterscheiden sich nach amerikanischem Vorbild auch in Europa immer deutlicher von denen des Business Administration. Geht es dort um die Verwaltung knapper Ressourcen, steht hier das Erkennen von Chancen, das Generieren und Evaluieren von Geschäftsideen und das Elaborieren von Businessplänen im Vordergrund. Dafür werden u. a. Fallstudien, Planspiele, Unternehmenssimulationen und Brainstorming-Methoden verwendet. Da auch Ad-hoc-Bedürfnisse der Entrepreneurs berücksichtigt werden müssen, die ihre Geschäftsentwicklung in den seltensten Fällen mit einer curricularen Ausbildungstruktur synchronisieren können, spielen flexible Coaching- und Weiterbildungsformen mit hohem Selbstlernanteil, Fallstudienarbeit, Praxisvorträge sowie Expertenfeedbacks eine bedeutende Rolle. Wettbewerbe dienen der Evaluation von Businessplänen, Gründerstammtische und Campus-Entrepreneurclubs dem Austausch.
Für die Didaktik des Entrepreneurship in Einrichtungen des Sekundar- und z. T. sogar Primarschulwesens sind besondere Lernformen erforderlich, die ebenfalls oft Wettbewerbselemente enthalten. Youth Entrepreneurship-Programme beziehen in einigen Ländern bereits Vorschulkinder ein und vermitteln in spielerischer Form kreative unternehmerische sowie elementare Verhandlungs- und Vertriebskompetenzen.
Zunehmend gehen große Unternehmen wie Siemens, die Deutsche Telekom oder Merck dazu über, Coachingprogramme für Intrapreneurs oder Trainingsaktivitäten im Rahmen des Corporate Entrepreneurship nach dem Vorbild der Gründerausbildung zu organisieren. Diese Aktivitäten dienen auch dem Screening von Geschäftsideen, die dann im Rahmen der großen Konzerne oder mit ihrer Unterstützung umgesetzt werden sollen.
Einen Beitrag zur Verbreitung und Harmonisierung der akademischen Unternehmer-, Gründer- bzw. Entrepreneurausbildung in den Ländern Mittel- und Osteuropas und zum Transfer von Best practice leistet seit 2005 Erenet. Eine wichtige Aufgabe ist dabei die Modernisierung der oft noch frontalen, auf Buchwissen ausgerichteten Lehrmethoden in postsozialistischen Ländern sowie die verstärkte Orientierung der Ausbildung an den Bedürfnissen lokaler Klein- und Mittelbetriebe und Familienunternehmen. Diese Fixierung der Hochschulen auf die Ausbildungsinhalte des internationalen Corporate Management fördert eher eine Abwanderungsbewegung gut qualifizierter Nachwuchskräfte aus den Ländern Ost- und Südosteuropas, die im Heimatland keine ihren Ansprüchen entsprechenden Gründungsmöglichkeiten sehen und sich für große westeuropäische Arbeitgeber entscheiden.
Ein Überblick über die internationale Situation der Entrepreneurausbildung bietet ein von Alain Fayolle herausgegebenes Handbuch.

### Inkubation
Das Konzept der Verknüpfung der Unternehmensgründung und -förderung mit Training und Ausbildung stammt aus den USA. Der erste Business Incubator wurde 1959 von Joseph Mancuso in einem Warenhaus in Batavia, New York, eröffnet. In den 1980er Jahren verbreitete sich das Modell nach Europa und nahm unterschiedliche Formen an (Gründer- und Innovationszentren, pépinières d’entreprises, Technopolen, Wissenschaftsparks, Hochschulinkubatoren). Campbell u. a. beschrieben 1985 erstmals ein Prozessmodell der Inkubation, das auf Monitoring, Selektion und Bedarfsanalyse der für den Inkubationsprozess in Frage kommenden Start-ups basiert.
Seitens der EU wurde die Inkubation von Start-ups unter drei Bedingungen als besonders erfolgversprechend angesehen: Die Lernumgebung sollte zum unternehmerischen Denken anregen, der Inkubationsprozess sollte offen für externe Beobachter und Investoren sein und die inkubierten Start-ups sollten auf dem Markt sichtbar sein. Das impliziert die zunehmende Vernetzung mit externen Akteuren.
Von Vertretern der Evolutionsökonomik wird darauf hingewiesen, dass die am Erfolg möglichst vieler der von ihnen inkubierten Start-ups interessierten Einrichtungen die Selektionsprozesse durch den Markt nicht simulieren können. Jüngere Studien kommen gelegentlich zu der Einschätzung, dass die Inkubation unabhängig von ihrer Dauer nicht signifikant zum Überleben und Wachstums der inkubierten Unternehmen beigetragen hat.

## Die Rolle gründerfreundlicher Milieus („Gründer-Ökosystem“)
Entscheidend für den Erfolg von Gründern und jungem Unternehmertum insgesamt ist laut einer RKW-Studie von November 2015 ein „fruchtbares regionales Gründer-Ökosystem“ bzw. gründerfreundliches Klima, welches durch das Zusammenspiel von Talenten, erfolgreichen Unternehmern, Finanzierungsmöglichkeiten, Bildungseinrichtungen, bürokratiearmer Politik und Verwaltung, potenziellen Kunden, leistungsfähiger Infrastruktur (vor allem digitaler und öffentlicher), die Offenheit für Innovationen, Kreativität und eine hohe Lebensqualität entstehe. Dies sei mit guter Koordinierung auch außerhalb großer Städte möglich, etwa mit einem proaktiven, qualitätvollen Regionalmanagement und durch die Vernetzung regionaler Gründer-Initiativen.

## Im deutschsprachigen Raum

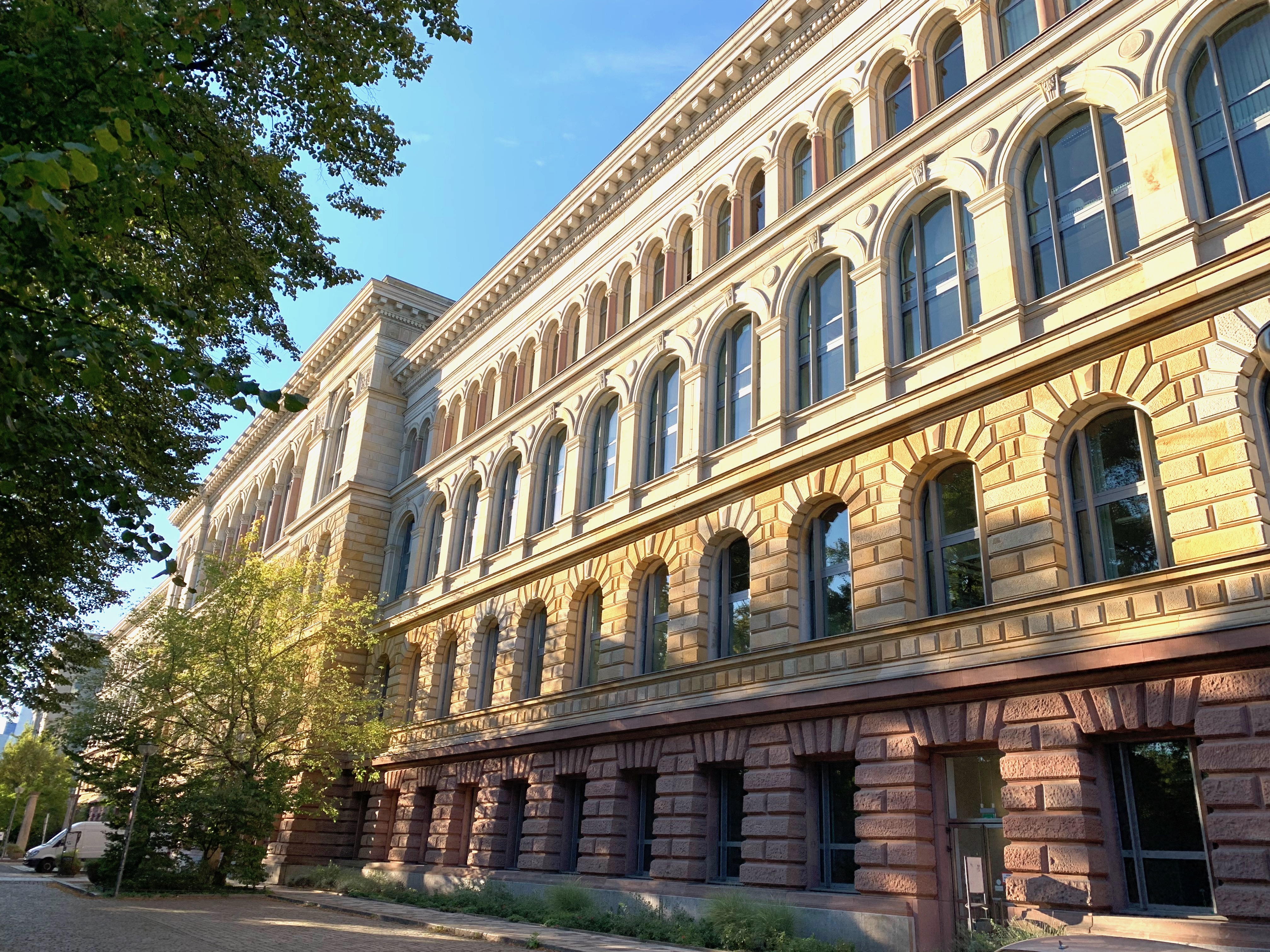
Die Technische Universität Berlin richtete 1983 das erste universitäre Gründerzentrum in Deutschland ein.

### Deutschland
Seit Ende der 1990er Jahre wird auch in Deutschland das Fach Entrepreneurship immer häufiger an Hochschulen etabliert, meist nur als Spezialisierungs- oder Wahlfach der Betriebswirtschaft, seltener in Form eines berufsbegleitenden Masterstudiums oder einer MBA-Ausbildung. Erst 1998 wurde der erste Lehrstuhl für Unternehmensgründung an der European Business School (heute EBS Universität für Wirtschaft und Recht) in Oestrich-Winkel errichtet. 2017 gab es immerhin etwa 130 Professuren für Entrepreneurship an deutschen Hochschulen.
Geschichte
Zuvor war in Deutschland längere Zeit grundsätzlich darüber diskutiert worden, ob und in welcher Form das Fach überhaupt lehr- bzw. lernbar ist und ob Hochschulen dafür die geeigneten Orte sind. Die seit 1998 laufenden EXIST-Programme des Bundeswissenschafts- bzw. später des Bundeswirtschaftsministeriums brachten in dieser Hinsicht einen Durchbruch. Im gleichen Jahr wurden fast 20 weitere Lehrstühle eingerichtet. Neben breiter angelegten Curricula und Stufenausbildungsmodellen spielen maßgeschneiderte Unterstützungsprogramme von drei Tagen bis zu etwa einer Woche, die die spezifischen Bedürfnisse von Gründern in den jeweiligen Phasen berücksichtigen, eine Rolle. Größere Bedeutung für die Gründungsausbildung und -förderung gewinnen auch Hochschul-Inkubatoren bzw. die Kooperation der Hochschulen mit Technologiezentren.
Mit der Zuordnung des EXIST-Programms zum Bundeswirtschaftsministerium entwickelte sich die Förderung allerdings weg von der Curricularisierung und ungezielten Stimulation von Gründungen aller Art hin in Richtung eines Screening-Prozesses technologieorientierter, potenziell schnell wachsender und qualitativ hochwertiger Gründungen, so vor allem an den technischen Hochschulen wie z. B. der TU Berlin oder der TU München.
In den Jahren seit ca. 2010 wurde verstärkt die Notwendigkeit eines gründungssensiblen Unterrichts in den MINT-Fächern thematisiert, so z. B. von der TU Darmstadt oder der Gründungsinitiative Unternehmergeist in die Schulen des Bundeswirtschaftsministeriums. Zur selben Zeit zeichnete sich als neuer Schwerpunkt der Gründerausbildung an Hochschulen das Eco-Entrepreneurship, Sustainable Entrepreneurship oder Green Entrepreneurship ab. 2015 engagierten sich dafür zehn deutsche Hochschulen. An der TU Berlin gibt es dafür einen besonderen Inkubator.
Entrepreneurial education kann prinzipiell auf allen Bildungsstufen angefangen im Kindergarten (wie z. B. in einigen Schwellenländern) angeboten werden. Aktivitäten im Rahmen des Youth Entrepreneurship sind in Deutschland jedoch nur schwach ausgeprägt. Vor allem das Handwerk mit seiner dualen Erst- und mit der Meisterausbildung spielt eine wichtige Rolle in der Vermittlung gründungsbezogener Kompetenzen. Auch an deutschen Berufsfachschulen sowie an immer mehr Real- und Berufsschulen finden sich Ansätze zu einer Entrepreneurausbildung. Allerdings werden die Aktivitäten in der schulischen und außerschulischen Gründerausbildung ebenso wie das Engagement der deutschen Politik von Experten immer noch als unterdurchschnittlich eingeschätzt. So werden ca. drei Viertel aller Studierenden während ihres Studiums nicht mit dem Thema Existenzgründung konfrontiert – einer der höchsten Werte weltweit.
Businessplan-Wettbewerbe spielen als Anreiz eine Rolle, meist jedoch in der relativ unverbindlichen Form des Ideenwettbewerbs. Die Mehrzahl der eingereichten Ideen wird daher wohl nie realisiert. Eine Studie des Instituts für Innovation und Technik aus dem Jahr 2010 listet für Deutschland 83 Gründerwettbewerbe auf.
Standortvorteile
Der Länderbericht Deutschland des Global Entrepreneurship Monitor (GEM) hebt immer wieder die im internationalen Vergleich gute Infrastruktur in Deutschland als besonderen Standortvorteil für Existenzgründungen hervor. So verfügt Deutschland über ein ausgebautes Netzwerk von finanziellen Förderhilfen und Starthelfern. Zu letzteren gehören die Industrie- und Handelskammern (IHKs) und Handwerkskammern (HWKs), die Wirtschaftsförderungen vor Ort, die Innovations-, Technologie- und Gründerzentren, die Agenturen für Arbeit, ca. 130 Gründerlehrstühle sowie zahlreiche Gründermessen, Gründerinitiativen, Gründerpreise und Businessplan-Wettbewerbe. Außerdem bieten die Gründerportale der 16 Bundesländer sowie das Existenzgründungsportal des Bundeswirtschaftsministeriums viele kostenlose Informationen zur Unternehmensgründung und -führung an.
Statistik
Einige statistische Daten zeigen, dass nicht die Ausbildungskapazität den wichtigsten Engpass für die Vermehrung der Zahl der Gründungen darstellt, sondern die Motivation. So hat sich die Quote der Vollzeitgründer von 2002 bis 2015 etwa halbiert; sie stieg 2009/10 vor allem aufgrund krisenbedingter Notgründungen kurz an, ging aber seit 2011 kontinuierlich zurück und erreichte 2020 ein neues Rekordtief 2020. Die KfW führte das (mit Bezug auf das Jahr 2016) auf die sehr gute Arbeitsmarktlage zurück. 2020 spielte auch die Covid-19-Pandemie eine Rolle. Andere Studien belegen aber vor allem ein massives Streben der Generation Y, also der zwischen ca. 1980 und 2000 Geborenen nach Sicherheit. Nach einer Umfrage von Research now im Auftrag von Ernst & Young geben 61 Prozent der befragten Studierenden einen sicheren Arbeitsplatz als wichtigstes Motiv der Berufswahl an. 30 Prozent der Befragten (bei den Frauen sind es 36 Prozent) wollen später in den Staatsdienst gehen. Das Streben von Frauen nach Sicherheit und die damit korrespondierende Struktur der Studienfächer wie Lehramt usw. finden ihren Ausdruck in einem niedrigen Anteil an den Vollerwerbsgründungen (2019: 27 %), während es bei den Nebenerwerbsgründungen 2019 immerhin 41 % waren. Allerdings ist der Anteil der Frauen an den freiberuflichen Gründungen, die oft mit weniger Eigenkapital erfolgen, höher.
Der Rückgang des Interesses an einer Gründung zeigt sich auch in den Zahlen der Erstgespräche, die die IHKs zum Thema Existenzgründung führen. So hat sich die Zahl dieser Gespräche, die die deutschen IHKs mit Gründungsinteressierten führten, von 2004 bis 2017 mehr als halbiert (von über 320.000 auf 152.000). Ein Grund dafür ist vermutlich, dass 2017 nur noch etwa 9.800 Teilnehmer der IHK-Gründerseminare angaben, ihr wichtigstes Gründungsmotiv sei der Mangel an beruflichen Alternativen. 2004 waren es noch fast 60.000. Hinzu kommt, dass die Regelungen zum Gründungszuschuss verschärft wurden.

### Österreich
Die Entrepreneurausbildung hat in Österreich keine lange Tradition. Auch die Universitäten und Hochschulen befassen sich erst seit 1999 mit diesem Thema. Die erste Professur mit dem Schwerpunkt Unternehmensgründung wurde im Jahr 1999 an der Alpen-Adria Universität Klagenfurt (AAU) eingerichtet. Hier werden verschiedene gründungsbezogene Lehrveranstaltungen für Studierende aller Fakultäten sowie Gründertrainings angeboten. Seit 2010 ist ein postgradualer Masterstudiengang „Sport-Gesundheit-Entrepreneurship“ im Programm der AAU. 2002 startete mit der SBWL (Spezielle Betriebswirtschaftslehre) Entrepreneurship an der Wirtschaftsuniversität Wien eine entsprechende Ausbildung. Die Johannes Kepler Universität Linz richtete 2003 ein Institut für Unternehmensgründung und Unternehmensentwicklung ein und belegt im Hinblick auf die Gründungszahlen einen führenden Platz.
Verschiedene Inhalte der Entrepreneurship Education und des Faches Unternehmensführung werden auch in den berufsbildenden Schulen, im Lehrplan der Handelsakademie (an vielen verschiedenen Standorten) und der Handelsschulen, in den Lehrplänen der Höheren Technischen Lehranstalten, in Höheren Lehranstalten für Tourismus und Mode angeboten. Die staatliche Unternehmerprüfung ist in Österreich als Teil der Meister- oder Befähigungsprüfung Voraussetzung für die Selbstständigkeit. Der Abschluss bestimmter schulischer Ausbildungen wie z. B. kaufmännischer Berufsschulen, Handelsschulen, Handelsakademien, höherer technischer Lehranstalten, höherer und mittlerer Lehranstalten für wirtschaftliche Berufe, Tourismusschulen, bestimmter Fachakademien, Hochschulen und Universitäten ersetzt die staatliche schriftliche und mündliche Unternehmerprüfung, die das Ziel hat, festzustellen, ob der Kandidat die Zusammenhänge der Bereiche eines Unternehmens versteht und dieses Wissen bei der Gründung und bei der Bewältigung der häufigsten Aufgaben und Problemsituationen anwenden kann. An allen Schultypen gibt es inzwischen Übungsfirmen. Aus Österreich stammt auch das Konzept des Unternehmerführerscheins, der v. a. für Berufsschüler konzipiert wurde und inzwischen auch in zahlreichen Schulen Deutschlands, in der Schweiz, Luxemburg, Irland, Polen, Albanien, Kosovo, Russland, Tschechien, Äthiopien und Mali eingeführt bzw. zumindest pilotweise umgesetzt wurde.

### Schweiz
In der Schweiz ist die Entrepreneurausbildung an verschiedenen Hochschulen – vor allem auch an den Fachhochschulen – sehr gut verankert, so z. B. an der FH Westschweiz (HES-SO) oder an der FH – Hochschule für Wirtschaft und Technik Chur mit ihrer Masterausbildung in Major New Business und dem Schweizerischen Institut für Entrepreneurship (SIFE). Die Ausbildung ist oft strategisch und international ausgerichtet. Touristik bildet oft einen Ausbildungsschwerpunkt. Auch ist das Interesse an einer Entrepreneurausbildung und das unternehmerische Potenzial bei Fachhochschülern in den letzten Jahren gestiegen, vor allem bei Studierenden der Wirtschaftswissenschaften. Demgegenüber ist das Interesse der Studierenden an den beiden Eidgenössischen Technischen Hochschulen geringer ausgeprägt.
An der Universität St. Gallen fördert der HSG Entrepreneurship Campus das Unternehmertum als Karrierealternative. Auch der Lehrstuhl für Entrepreneurship und Kommerzialisierung von Technologien an der ETH Lausanne, wo die Life Sciences einen wichtigen Standort haben, ist im Bereich der Forschung und Lehre eine wichtige universitäre Einrichtung der Entrepreneursaubildung in der Schweiz.
Andere Träger der Unternehmerausbildung sind Arbeitgeber- und Fachverbände. Zu nennen ist hier vor allem Gastrosuisse. Der Gewerbeverband ist ebenfalls mit einem Institut für Unternehmerschulung aktiv.
Der GEM Report kommt zu dem Schluss, dass Umfang und Qualität der Entrepreneur-Ausbildung in der Schweiz in verschiedener Hinsicht vor der in Deutschland und Österreich liegen.
Die Gründungsförderung gilt jedoch als wenig koordiniert. Vor allem in Zürich gibt es zahlreiche Initiativen zur Gründungsförderung und Inkubation im IT-Bereich und Fintech-Startups. Hier wollen sich (Stand 2016) verschiedene Organisationen in der Swiss Startup Association austauschen, um die Arbeit besser zu koordinieren.

### Liechtenstein
An der Universität Liechtenstein wurde im Jahr 2008 ein Masterstudiengang in Entrepreneurship eingerichtet.

## Europäische Union
Der Lissabon-Prozess sah vor, dass an allen höheren Ausbildungs- und Bildungseinrichtungen – vor allem im technisch-naturwissenschaftlichen Bereich – Entrepreneurship als integraler Teil des Curriculums verankert werden sollte und dass die Studierenden und Schüler gezielt motiviert werden sollten, diese Kurse zu besuchen. Allerdings wurde in einer Studie der European Foundation for Entrepreneurship Research (EFER) und der European Foundation for Management Development (EFMD) festgestellt. dass die Kurse weit überwiegend nur als Wahlfächer angeboten wurden und dass in Osteuropa größere Umsetzungsdefizite zu verzeichnen waren.
Eine Sachverständigengruppe der EU-Generaldirektion Unternehmen und Industrie konstatierte 2008, dass die Unternehmerausbildung in den Lehrplänen der Hochschulen nicht ausreichend verankert sei. „Vorliegende Daten zeigen, dass die meisten Entrepreneurship-Kurse in den volks- und betriebswirtschaftlichen Studiengängen angeboten werden. In den neuen Mitgliedstaaten, die der EU nach 2004 beigetreten sind, ist es um die Verbreitung von Entrepreneurship besonders schlecht bestellt. Fraglich ist, ob Business Schools für eine Entrepreneurship-Ausbildung besonders gut geeignet sind, denn innovative, tragfähige Geschäftsideen entstehen vermutlich eher in den technischen, naturwissenschaftlichen und gestalterischen Studiengängen.“ Die Herausforderung bestehe darin, interdisziplinäre Konzepte für ein handlungsorientiertes Lernen zu entwickeln und Teams zur Entwicklung und Verwertung von Geschäftsideen aus Studierenden verschiedener Fakultäten zu bilden.
Die Europäische Kommission und die europäischen Strukturfonds fördern die Gründerausbildung auf verschiedenen Ebenen auch direkt durch zahlreiche Projekte. Dies gilt insbesondere für die mittel- und osteuropäischen Beitrittsländer, in denen zahlreiche Projekte wie STRUDER, PHARE (für kleine und mittlere Unternehmen), SAPARD und ISPA durchgeführt wurden und werden. Bei vielen dieser Lernkonzepte steht nicht die Wissensvermittlung, sondern die Persönlichkeitsentwicklung (entrepreneurial mindset) im Vordergrund. Die europäischen Strukturfonds bieten im Zeitraum 2007–2013 direkte finanzielle Unterstützung für Entrepreneurship-Programme und Aktivitäten an den Hochschulen. Gefördert werden beispielsweise die Mobilität von Lehrenden und Forschern zwischen Hochschulen und Unternehmen sowie Geschäftsideen von Studierenden. Seit 2007 gehört Entrepreneurship auch zu den wichtigsten Zielen des EU-Programms für lebenslanges Lernen Leonardo, das auch eine Aktionslinie zur Zusammenarbeit zwischen Hochschulen und Unternehmen beinhaltet.
Mit dem European Entrepreneurship Award werden innovative Maßnahmen, die Entrepreneurship auf lokaler, regionaler oder nationaler Ebene fördern, in den 27 Mitgliedstaaten der EU sowie in Norwegen, Serbien und der Türkei prämiert.
Der Small Business Act für Europa (SBA) von Juni 2008 versuchte der zentralen Rolle kleiner und mittlerer Unternehmen in der EU Rechnung zu tragen und beschrieb einen politischen Rahmen der EU und ihrer Mitgliedsstaaten für eine „kohärente“ Politik auf diesem Sektor, der mit seiner Betonung nationaler Aktionspläne relativ planwirtschaftlich anmutete und den Regierungen – insbesondere den Erziehungsministerien – eine zentrale Rolle bei der Umsetzung zuwies. In einem Bericht über den erreichten Stand der Umsetzung des SBA im Februar 2011 finden sich denn auch keine Aussagen oder gar Evaluationsbefunde zur Rolle und Wirksamkeit der Ausbildungseinrichtungen bei der Förderung des Unternehmertums. Vermutet werden kann, dass viele der von der EU geforderten nationalen interministeriellen Aktionspläne und Agreements über Curricula mit Ausnahme der nordischen Länder und der Niederlande in der Programmentwicklung stecken bleiben und die praktische Umsetzungsphase gar nicht erreichen, u. a. weil die Kooperation mit nicht-ministeriellen Stakeholdern unzureichend bleibt.
Kritisch wird weiterhin gegen EU-Programme zur Förderung des Entrepreneurship insbesondere nach der Krise 2008/09 eingewendet, dass sie durch die Überbetonung des Aspekts der regionalen Arbeitsplatzschaffung arbeitsmarkt- und regionalpolitisch überfrachtet sind. Auch wurde von verschiedenen Seiten hervorgehoben, dass die Idee des Entrepreneurship insbesondere von der Politik der mittel- und osteuropäischen EU-Ländern und der Beitrittskandidaten beinahe als Allheilmittel gehandelt wird, was durch die EU-Förderung begünstigt wurde. Dieser Kritik zufolge kann durch eine überzogene Förderung der Faktoren, die die Unternehmensgründung positiv beeinflussen bzw. durch massive politische Beeinflussung der zur Unternehmensgründung führenden individuellen Entscheidungen eine unangemessen hohe und daher nicht nachhaltige Gründungsquote induziert werden. Inzwischen setzt sich die Auffassung durch, dass es eine „angemessene“ oder gar „optimale“ Gründungsrate gibt, die nicht ohne Not überschritten werden sollte, wenn sie nicht riskante Gründungen stimulieren will.

## Internationaler Vergleich
Die Gliederung der folgenden länderweisen Darstellung schließt sich der im Global Entrepreneurship Monitor vorgenommenen, international weitgehend akzeptierten Typisierung von Volkswirtschaften in drei Kategorien an:
- Innovationsgetriebene (oder -basierte) Wirtschaften, deren Wachstum weitgehend auf erfolgreich umgesetzter Innovation beruht; dazu gehören alle Volkswirtschaften des deutschen Sprachraums sowie die meisten angelsächsischen und die skandinavischen Staaten, Israel, Japan, Singapur, Taiwan;
- Effizienzgetriebene (oder -basierte) Wirtschaften, deren Wachstum vor allem auf Produktivitätssteigerung und Kostensenkung beruht; dazu gehören viele ost-, südosteuropäische und lateinamerikanische Staaten sowie die Türkei (sog. Schwellenländer mit expandierender Industrie);
- Faktorgetriebene (oder -basierte) Wirtschaften, deren Wachstum weitgehend auf der Vermarktung von Rohstoffen, landwirtschaftlichen Produkten und/oder auf der Verfügbarkeit elementarer Arbeit basiert; dazu zählen einige zentral- und lateinamerikanische sowie viele afrikanische Staaten südlich der Sahara und einige hauptsächlich Erdöl exportierende Länder.[74]

Diese Wirtschafts- und Wachstumstypen sind für das Gründungsverhalten, die spezifischen Gründungschancen und -risiken sowie den Erfolg oder Misserfolg, aber auch für die Zusammensetzung der Gründerpopulation und ihre Qualifikationen der Gründer von großer Bedeutung.
Die höchsten Gründerquoten finden sich in faktorgetriebenen Ökonomien (mit Ausnahme der weitgehend von Erdöl abhängigen Volkswirtschaften sowie islamischen Ländern mit einer gering ausgeprägten Rolle von Frauen im Wirtschaftsleben), die geringsten in saturierten innovationsbasierten Volkswirtschaften mit gut entlohnter abhängiger Beschäftigung, hohem Durchschnittsalter und einer im Durchschnitt wohlhabenden und risikoaversen Bevölkerung wie in Japan oder Deutschland, insbesondere aber in den EU-Staaten mit niedrigen Wachstumsraten wie Italien, Spanien und Griechenland. Dort glauben Gründer in der Frühphase ihres Geschäfts auch kaum daran, Arbeitsplätze zu schaffen – ein Indiz für zahlreiche Notgründungen im Süden der EU.
Auch werden die Chancen und die eigenen entrepreneurialen Fähigkeiten in den innovationsbasierten Ökonomien negativer, die Risiken jedoch höher eingeschätzt als in den anderen Ländergruppen. Allerdings ist in den meisten innovationsbasierten Ländern auch der Anteil der Notgründungen geringer – bei einer insgesamt geringeren Gründungsrate. Afrika ist der Kontinent mit der höchsten Rate an unternehmerischen Vorbereitungs- und Frühphasenaktivitäten, gefolgt von Lateinamerika. Auf allen Kontinenten bilden die 25- bis 34-Jährigen die stärkste Kohorte bei solchen early stage entrepreneurial activities. In Afrika und Lateinamerika sind aber auch die Raten der abgebrochenen Gründungsaktivitäten mit etwa 50 % der besonders hoch. Auf allen Kontinenten werden Finanzierungsprobleme relativ selten als Grund für den Abbruch angegeben, meist sind mangelnde Profitabilität oder persönliche Gründe für den Abbruch entscheidend.

### Innovationsbasierte Volkswirtschaften
In dieser Ländergruppe herrscht eine starke Konkurrenz innovativer Geschäftsmodelle, Problemlösungen und Strategien. Eine fundierte fachliche und unternehmerische Ausbildung ist hier z. T. wichtiger für den Gründungserfolg als der Kapitaleinsatz (Faltin: „Brain beats capital“, „Kopf schlägt Kapital“). Die Geschäftsideen erfordern oft einen längeren und risikoreichen Inkubationsprozess (bzw. Pivot nach der Lean-Startup-Methode); ihr Innovationsgehalt und ihre Erfolgschancen können von Banken oder IHK-Beratern oft nicht mehr beurteilt werden; Wagnis- und Wachstumskapital wird oft von spezialisierten Unternehmen bereitgestellt, was sich in einer stagnierenden oder sinkenden Gründungsquote niederschlägt.
Die Fokussierung auf Gründungsquoten verdeckt allerdings, dass es immer mehr Formen unternehmerischer Aktivität auch unter abhängig Beschäftigten in etablierten Firmen gibt. Im GEM wird diese Art des Unternehmertums als Entrepreneurial Employee Activity (EEA). Die EEA-Quote umfasst den Prozentsatz der 18- bis 64-Jährigen, die innerhalb der letzten drei Jahre als abhängig Beschäftigte in unternehmerische Aktivitäten eingebunden waren. Diese werden vom GEM allerdings sehr weit definiert als aktive Beteiligung an der Entwicklung oder Einführung neuer Produkte und Dienstleistungen oder am Aufbau neuer Unternehmenseinheiten. Offenbar haben es viele große Unternehmen verstanden, kreatives und entrepreneuriales Potenzial einzubinden, das zu seiner Realisierung einen größeren Rahmen und mehr Kapital benötigt.

#### USA
In den USA hat sich Entrepreneurship seit ersten Anfängen an der Harvard Business School 1946/1947, an der New York University 1953 (durch Peter Drucker) und am MIT 1961 zu einer zunehmend selbstständigen, von Business Administration klar getrennte Disziplin entwickelt. Es ging nach dem Zweiten Weltkrieg u. a. darum, den zurückkehrenden Soldaten in der schwierigen Umstellungsphase von Kriegs- auf Friedensproduktion wenn nicht einen sicheren Arbeitsplatz so doch wenigstens eine Gründungschance zu bieten. Weitere Hochburgen der Gründerausbildung sind heute die Stanford University in Kalifornien, das Babson College in Wellesley, Massachusetts, die University of Texas at Austin und die Thunderbird Global Business School in Phoenix (Arizona) mit mehreren Dependenzen im Ausland.
Die Entrepreneurship-Ausbildung in den USA ist eklektisch gewachsen – nach dem Zweiten Weltkrieg wegen der Notwendigkeit, Jobs für die zurückkehrenden Soldaten zu schaffen, später oft unter dem Druck der Nachfrage von Studierenden. Trotz der zunehmenden Verankerung der Entrepreneurship-Kurse in den Lehrplänen haben Kritiker bis in die 1990er Jahre bezweifelt, dass diese Thematik überhaupt systematisch unterrichtet werden könne. Dieser Einwand wurde sowohl von Unternehmern als auch von Vertretern der Hochschulseite vorgebracht. Außerdem wurde bezweifelt, dass im Bereich Entrepreneurship eine ernsthafte Forschung möglich sei. Dieser Vorbehalt gegenüber dem Bereich Entrepreneurship als Lehr- und Forschungsgebiet führte zu einer stiefmütterlichen Behandlung. Nachwuchskräfte forschten und publizierten lieber auf anderen Gebieten mit der Folge, dass der wichtige Impetus dieser Gruppe fehlte. Seit Mitte der 1990er Jahre zeichnet sich jedoch eine drastische Veränderung im Sinne einer neuen „Respektabilität“ der Lehre im Bereich des Entrepreneurship ab. So verfügt jede führende Universität mittlerweile über einen hiermit befassten Lehrstuhl, vielfach auch über einen Inkubator, der oft in Kooperation mit Unternehmen oder privaten Stiftungen betrieben wird. Eigentümer von Patenten ist in diesem Fall meist die Hochschule, doch werden die Erträge zwischen Hochschule und Forschern bzw. Gründern geteilt. Insgesamt gab es 2012 ca. 350 Lehrstühle für Entrepreneurship, Family Business oder Small Business.
Seit den 1990er Jahren gibt es eine zunehmende Zahl von Trainingsprogrammen für Intrapreneurs u. a. bei 3M, Johnson & Johnson, Merck & Co., Motorola, Citicorp, Hewlett-Packard, Intel, IBM und General Electric.
In diesem Zusammenhang entwickelte sich ein umfangreiches Reporting und Rating des Gründungsgeschehens, das von vielen Institutionen betrieben wird. Das Babson College gibt zusammen mit der London Business School den jährlichen Global Entrepreneurship Monitor (GEM)-Report für die USA heraus. Das Office of Entrepreneurship Education (OEE) und das Office of Entrepreneurship Development (OED), Einrichtungen der U.S. Small Business Administration geben jährlich einen Bericht über die Ausbildung, Beratung und Gründungsdynamik der Unternehmen heraus, die Beratungsleistungen in Anspruch genommen haben. Dieser umfasst jedoch nur wenige Gründer aus Hochschulen.
Bereits vor der Finanzkrise 2008–2012 gingen die Aktivitäten der Gründerausbildung in den USA jedoch wieder stark zurück. Die Expertenratings zur Qualität der Gründerausbildung haben für die Zeit von 2005 bis 2008 eine deutliche Verschlechterung angezeigt, was mit der Kreditschwemme zu tun hat.
Nach der Finanzkrise ist die Zahl der (meist MBA-)Ausbildungsgänge, die sich explizit auf nachhaltiges oder Öko-Unternehmertum beziehen, erhöht.
Das Global Entrepreneurship Program (GEP) ist eine im Jahr 2010 gegründete internationale Aktion des US-State Department zur Förderung unternehmerischer Aktivitäten in Schwellenländern wie der Türkei oder Indonesien. Die Maßnahmen zielen auf sechs Felder: Identifikation erfolgversprechender (Jung-)Unternehmerpersönlichkeiten, Training, Vernetzung und Unterstützung, Kapitalversorgung, Vertretungsarbeit für unternehmerfreundliche (De-)Regulierung und Politik, Bekanntmachung der Erfolge. GEP arbeitet eng mit USAID zusammen.

#### Großbritannien
Vermutlich sind nirgendwo Businessplan- und Gründungswettbewerbe so verbreitet wie in Großbritannien. Eine Studie des Instituts für Innovation und Technik listet allein 22 von 63 außerdeutschen Gründungswettbewerben auf, die von britischen Institutionen ausgetragen werden. Es werden Preisgelder bis zu 500.000 Pfund Sterling ausgeschüttet. Ein Zentrum der akademischen Ausbildung von Entrepreneurs ist seit 1985 die Warwick Business School mit dem Centre for Small and Medium Sized Enterprises(CSME). Sie erreichte im Better World MBA Ranking, das auch ökologische und soziale Aspekte berücksichtigt, 2018 Platz 1. Auch die Durham University hat sich einen guten Ruf in der Gründerausbildung erarbeitet. Die Universität Wolverhampton koordiniert das Projekt SPEED (Student Placements for Entrepreneurs in Education), ein Netz von Einrichtungen, die Studierenden helfen, selbstständige Tätigkeiten als Alternative zur abhängigen Beschäftigung zu entwickeln.
International bekannt geworden sind die Aktivitäten von Kath Sunderland und ihrer 1999 gegründeten Firma Start Ability zur Förderung und Ausbildung von Gründern mit Behinderungen.
In Nordirland hat das Northern Ireland Centre for Entrepreneurship (NICENT) von 2000 bis 2008 mehr als 18.000 Studierende und Postgraduates ausgebildet. Hier werden auch am St. Mary's College der Queen’s University Belfast Lehrer im Fach Entrepreneurship unterrichtet.

#### Kanada
In Kanada gibt es seit 1985 akademische Kurse zur Ausbildung von Entrepreneurs, die einen starken Zulauf verbuchen. In den letzten Jahren ist es den kanadischen Hochschulen erfolgreich gelungen, eine Balance zwischen den Bedürfnissen großer sowie kleiner und mittlerer (auch neugegründeter) Unternehmen zu finden.
Ein Beispiel ist der Masterkurs in Engineering, Entrepreneurship and Innovation (MEEI) der McMaster University in Hamilton (Ontario), der von ehemaligen Industriemanagern entwickelt wurde, die innovatives Denken in ihren ehemaligen Unternehmen (u. a. Xerox) fördern wollten. Der Kurs dauert eineinhalb Jahre und besteht aus vier Modulen: 1. Erkennen technischer Innovationschancen und Marktevaluation, 2. Technische und Marktentwicklung, 3. Business Development, 4. Start-up-Phase. Ein Beispiel für einen fakultätsübergreifenden Ansatz ist das 2008 gegründete Ryerson Entrepreneurial Institute der Ryerson University in Toronto.
Auch Calgary ist ein Zentrum der Gründerausbildung im IT-Bereich; in Kanada hat die Stadt die höchste Start-up-Rate bezogen auf die Einwohnerzahl.
Die Canadian Youth Business Foundation (CYBF) unterstützt Gründer von 18 bis 34 Jahren durch Mentoring, Beratung und Netzwerkeaktivitäten. Das kanadische Start-up Visa Program soll High-Tech-Gründer aus dem Ausland anziehen, die ihr Startkapital für mindestens zwei Jahre selbst mitbringen.

#### Neuseeland
Neuseelands offene und liberale Volkswirtschaft weist eine sehr hohe Gründerquote auf. insbesondere sind fünf Prozent der erwachsenen weiblichen Bevölkerung selbstständig, vor allem auch in den zahlreichen Familienbetrieben. Neben Gründungen kleiner und mittlerer Unternehmen im Bereich der Landwirtschaft, der Nahrungsmittelindustrie und der lokalen Produktion, die z. B. von der Massey University an mehreren Campusstandorten und durch Fernlehrprogramme gefördert werden, existiert ein Hochtechnologiesektor, der aus Spin-offs der Hochschulen hervorgegangen ist. Die Stadt Dunedin und die Otago University haben ein Centre for Entrepreneurship gegründet, das ein Masterprogramm in Entrepreneurship organisiert.

#### Australien
Ein Zentrum der Gründerausbildung in Australien ist die Australian Graduate School of Entrepreneurship an der Swinburne University of Technology, die auch einen Campus in Kuching in Sarawak (Malaysia) unterhält.

#### Irland
In Irland fördern u. a. die Dublin City University (DCU) und dort vor allem die DCU Ryan Academy of Entrepreneurship die Ausbildung von jungen Unternehmern. Die Verfügbarkeit von Venture Capital ist im europäischen Vergleich recht gut (Platz 2 nach Schweden). Enterprise Ireland ist entsprechend dem industriepolitischen Paradigma der Exportbasistheorie seit Jahren vor allem Gründung und Ansiedlung exportorientierter Unternehmen fixiert, die etwa zwei Drittel der Startups ausmachten. Als Folge der Finanzkrise zeichnete sich jedoch seit 2010 ab, dass der Anteil der Notgründungen ohne Wachstumsperspektiven in Irland auf fast ein Drittel aller Gründungen gestiegen war. Vele Gründungen entfallen zudem auf den Bereich des Social Entrepreneurship. Für diese Zielgruppen sind Ausbildung und Unterstützung bisher sehr schwach ausgeprägt.

#### Dänemark
Mehr als die Hälfte der Unternehmer in Dänemark sind angestellte Unternehmer, die neue Geschäftsfelder im Rahmen eines bestehenden Unternehmens entwickeln. Die 2001 vom Bildungsminister eingesetzte Vision Group stieß die Gründung einer öffentlich-rechtlichen Stiftung für Entrepreneurship insbesondere für Primar- und Sekundarschulen und 2004 die Gründung der International Danish Entrepreneurship Academy (IDEA) an, einer Netzwerkorganisation, die sich für die Unternehmerausbildung an Hochschulen einsetzt, deren Methoden als z. T. noch als zu praxisfern gelten. Partner der Stiftung sind 38 Hochschulen, mit denen zusammen die IDEA seit 2005 eine Reihe von Innovationscamps durchgeführt hat, bei denen Studierende, Lehrende und Unternehmer gemeinsam verwertbare Ideen entwickeln. Seit 2007 bietet die IDEA einen Masterstudiengang Entrepreneurship und ein Aufbaustudium Entrepreneurship für Lehrer an.

#### Schweden
Schweden hat neben Großbritannien die längste Entrepreneurship-Tradition in Europa. Jedoch entwickeln viele Unternehmer neue Geschäftsfelder zunächst als Angestellte im Rahmen bestehender Unternehmen. Ein Zentrum der akademischen Gründerausbildung in Schweden mit hoher internationaler Reputation ist die Universität Linköping mit dem 1993 gegründeten Centrum for Innovationer och Entreprenörskap (CIE). 1984 initiierte die Universität zusammen mit lokalen Unternehmen ein Netzwerk zur Förderung innovativer Gründungen. Der damals gegründete Mjärdevi Science Park ist einer der größten Europas. 1986 folgten Ausbildungsprogramme für Entrepreneurs. 1996 wurden die Linköping Stiftung für Entrepreneurship Research gegründet, 1999 ein Inkubator für Spin-offs. Einen ähnlichen Ruf im Hinblick auf die Förderung des Unternehmertums genießt die Universität Jönköping. Auch die Universität Lund bietet eine Masterausbildung in Entrepreneurship an.
Die Stockholm School of Entrepreneurship (SSES) ist eine Gemeinschaftsgründung von fünf schwedischen Universitäten und Instituten, welche auf der Basis erster Trainingsprogramme der 1990er Jahre im Jahre 2009 mit Hilfe privater Stiftungsmittel in der jetzigen Form institutionalisiert wurde. Die Weiterbildung von Unternehmern wird im Rahmen von regionalen Netzwerken gefördert. Die Finanzierung erfolgt teils privat, teils staatlich.
Die Verfügbarkeit von Venture Capital ist in Schweden sehr gut (Platz 1 in Europa).
Auch international sind schwedische Hochschulen im Bereich Unternehmerausbildung aktiv. Die Handelshochschule Stockholm förderte in Kooperation mit anderen internationalen Hochschulen das Projekt EuroFaculty in Pskow (Russland), durch welches Unternehmertum und Unternehmensgründungen in der nordwestrussischen Region entwickelt werden sollen.

#### Norwegen
Im Jahre 2005 waren 35 % der Gründungen in Norwegen technologieorientiert. Mit dieser Quote liegt das Land europaweit mit an der Spitze (Deutschland: 10 %), wobei die Technisch-Naturwissenschaftliche Universität Norwegens in Trondheim hervorsticht. Ein Master in Innovation und Unternehmensführung wird am Centre for Entrepreneurship der Universität Oslo angeboten. Lehrinhalte sind Innovationstheorie, Business Development, Management, Strategie, Finanzen und Marketing. Auch die Curricula gewerblicher Fach- bzw. Berufsschulen sind stark an unternehmerischer Tätigkeit orientiert. Deren integrierter Ansatz gilt vielfach als vorbildlich. Ein interessantes Merkmal der Gründungsunterstützung in Norwegen ist, dass Gründer im Dialog mit den Finanzbehörden die Abzugsfähigkeit ihrer betriebsbedingten Kosten festlegen, ohne dass es dafür feste Schwellenwerte gibt. So besteht die Chance, dass sich aus einem Hobby ein ernsthaftes Unternehmen entwickelt oder umgekehrt, dass man nach mehreren Jahren der Erprobung einer Geschäftsidee feststellt, dass sich eine Vollexistenz darauf nicht bauen lässt.

#### Island
Das Icelandic Technological Institute (IceTec), das vom Ministerium für Industrie und Handel gegründet wurde, ist mit Technologietransfer-, Beratungs- und Ausbildungsaufgaben für Start-Ups befasst. Es betreibt einige Business-Inkubatoren, die vor allem im Bereich der Biotechnologie tätig sind. Im Jahr 2010 erreichte Island den ersten Rang des INSEAD Global Innovation Index. Ein hoher Anteil isländischer Neugründungen (z. B. in den Bereichen Touristik, Bootscharter, maritime Industrien) arbeitet für den internationalen Markt (Platz 1 in Europa, weltweit Platz 2 nach Kanada). Viele Niederlassungen befinden sich in den USA.

#### Finnland
Die Entrepreneurausbildung in Finnland ist weitgehend in Schul- und Hochschulcurricula verankert. Sie gilt als eine der besten der Welt. Die Turkuu School of Economics and Business Administration hat ein eigenes, international beachtetes Entrepreneurship-Programm entwickelt. U.a. förderte sie in Kooperation mit anderen internationalen Hochschulen das Projekt EuroFaculty in Pskow (Russland), durch welches Unternehmertum und Unternehmensgründungen in der nordwestrussischen Region entwickelt werden sollen.
Weitere Zentren der Entrepreneur-Weiterbildung in Finnland sind das Helsinki Business College in Verbindung mit der Handelskammer Helsinki, die Satakunta University of Applied Sciences (SAMK) mit einem berufsbegleitenden MBA-Programm in Entrepreneurship und die University of Applied Sciences Lahti (Finnland) mit ihrem Programm „Business Succession School“, in dem Studierende und Unternehmer, die einen Nachfolger suchen, zusammengebracht werden.
Die Timiakatemia (Team Academy) an der Jyväskylä University of Applied Sciences in Mittelfinnland bildet seit 1993 in einem international angesehenen Curriculum genossenschaftliche Gründer und Social Entrepreneurs aus.

#### Estland
Estland weist die höchsten Gründungsraten in der EU auf. Innerhalb von 20 Minuten kann man ein Unternehmen online gründen. Die private Estonian Entrepreneurship University of Applied Sciences wurde 1992 mit dem Ziel der Förderung der unternehmerischen Initiative gegründet. Ihr Sitz befindet sich in Tallinn. Sie verfügt über 11 regionale Studienzentren. Das Fächerangebot umfasst Entrepreneurship, Management, Informationstechnologie und Design. Auch die Technische Universität Tallinn (TUT) bildet in größerem Umfang Entrepreneurs – teils in Kooperation mit den anderen baltischen Ländern – aus.

#### Slowenien
Das IRP – Institute for Entrepreneurship Research der Universität Maribor erforscht die Gründungsaktivitäten in Slowenien. Die Rahmenbedingungen insbesondere für junge Gründer in Slowenien gelten immer noch als schlecht.

#### Tschechien
Nach Jahren der Überregulierung und des Mangels an Venture Capital entwickeln sich in Tschechien seit etwa 2015 vor allem technologieorientierte Startups sehr rasch. Zentren des Gründungsgeschehens sind Brünn, wo sich viele internationale Hightech-Unternehmen angesiedelt haben, und Prag mit mehreren Gründerzentren, darunter den ersten Kosmos-Inkubator Mitteleuropas für Start-ups im Bereich Weltraumforschung. In Brno existiert mit dem Jihomoravské inovační centrum (JIC) ein Inkubator, der vor allem Gründungen in der Digitalwirtschaft fördert. Fünf tschechische Hochschulen verfügen über eigene Inkubatoren. Der größte davon wurde 2008 an der Technischen Universität Ostrava eingerichtet. Wegen des engen Inlandsmarktes sind viele tschechische Startups von vornherein international orientiert.

#### Slowakei
1998 wurde ein Slowakisches Zentrum für Übungsfirmen (SCCF) durch das slowakische Erziehungsministerium errichtet. Das Zentrum soll alle 594 (Stand: Oktober 2008) Übungsfirmen in der Slowakei beraten und die internationale Kooperation in diesem Bereich sicherstellen. Die Übungsfirmen wurden an den slowakischen Berufsschulen sowie an Businessakademien eingerichtet, ferner an den Wirtschaftshochschulen Bratislava und Nove Zamky.
Das landesweite Projekt “First-rate schooling – successful living” wurde 2007 vom Erziehungsministerium in Verbindung mit der Arbeitgebervereinigung und der F. A. Hayek-Stiftung an Sekundarschulen eingerichtet. Über 1.300 Lehrer wurden in für die Enterpreneurausbildung wichtigen Fächern ausgebildet, 36.000 Schüler nahmen an den Modulen teil.

#### Niederlande
In den Niederlanden wurde Entrepreneurship früh als Wachstumstreiber anerkannt und durch eine praxisnahe Ausbildung auf verschiedenen Ebenen – vor allem durch Fachhochschulen – unterstützt. Das international oft als vorbildlich angesehene Modell der Universität Twente verbindet Inhalte von je zwei Fächern mit der Entrepreneurausbildung, um Teamgründungen anzuregen. Zwei Masterprogramme bereiten auf die Rolle als Unternehmer bzw. die als Unternehmer in einem wissensintensiven Kontext vor. Bemerkenswert ist auch das HOPE-Projekt, das seit 2010 mit erheblichem Mitteleinsatz und Partnern wie ABN AMRO, PricewaterhouseCoopers und Roland Berger Strategy Consultants eine Curricularisierung der Unternehmersausbildung an der Universität Leiden, der TU Delft und der Erasmus-Universität Rotterdam betreibt.

#### Belgien
In Belgien organisiert beispielsweise die Flämische Agentur für unternehmerische Ausbildung (Syntra Vlaanderen) die Unternehmerausbildung im Rahmen der höheren Berufsausbildung. Auch eine akademische Gründerausbildung existiert an mehreren Hochschulen, die mit Gründerzentren gut vernetzt sind, so an der Katholischen Universität Löwen (Leuven) und an der Universität Lüttich. Das Programm in Löwen bietet die Möglichkeit, zweijährige Masterstudiengänge in Naturwissenschaften, Ingenieurwesen, Psychologie, Erziehungswissenschaften oder Wirtschaftsrecht mit einer interdisziplinären Unternehmerausbildung (Formation interdisciplinaire en création d'entreprise) zu verbinden. Praktika und ein Abschlusswettbewerb sind Bestandteile der Ausbildung. U.a. werden hier auch Sozialunternehmer ausgebildet.

#### Frankreich
Frankreich lag im Vergleich zu anderen europäischen Ländern sowohl in Bezug auf die Zahl der Gründer als auch in der Entrepreneurship-Ausbildung stark zurück. Seit dem Ende der 1990er Jahre wurde die Gründungsausbildung an französischen Hochschulen eingeführt. Neugründungen werden seit 1996 durch die staatliche APCE (Agence pour la création d'entreprises) gefördert, die auch mit Bildungsträgern und Lehrern zusammenarbeitet. Die meisten schulischen oder universitären Kurse in Entrepreneurship oder Small Business Education sind nur von kurzer Dauer und sollen den Studierenden eher Fachwissen über Unternehmen und Business Strategien vermitteln als ihren Gründergeist wecken.
Die Mobilität von Lehrenden und Forschern zwischen Hochschule und Unternehmen wird auf staatlicher Ebene gefördert. Seit 1999 ist gesetzlich geregelt, dass Forscher die Hochschule und das Forschungslabor verlassen und auf der Grundlage ihrer Arbeit ein neues Unternehmen gründen dürfen. Zu ihrer Unterstützung wurde ein Netzwerk von akademischen Inkubatoren aufgebaut. Auch eine Rückkehr an die Hochschule ist möglich.
Seit 2000 haben sowohl die Universitäten als auch die „Grandes Écoles“ erheblichen Fortschritt im Bereich der unternehmerischen Ausbildung gemacht. Allerdings gibt es immer noch beträchtliche Unterschiede in der Lehre und Praxis der Universitäten, der „Grandes Écoles“ und der übrigen Institutionen, die Entrepreneurship-Ausbildung anbieten. Als vorbildlich gilt die Arbeit des Centre des entrepreneurs in Lyon mit dem angeschlossenen Inkubator EMLYON.

#### Italien
Italien liegt im Vergleich zu anderen westlich-europäischen Ländern in der Unternehmerausbildung zurück, vor allem was die Mitte und den Süden des Landes betrifft. In Mailand bietet die renommierte Scuola di Direzione Aziendale Bocconi (SDA Bocconi) ein Masterprogramm in Entrepreneurship an. Auch gibt es diverse Ansätze zur Ausbildung von Social Entrepreneurs in Kooperativen und Sozialunternehmen, die oft im Rahmen von EU-Projekten entwickelt wurden.
Zudem gibt es regionsspezifische Förderprogramme mit teilweise starker globaler Ausrichtung. Infolge der erfolgreichen Verknüpfung von wissenschaftlicher Forschung und Förderung von Jungunternehmen gibt es in Norditalien in Triest und der Provinz Friaul-Julisch Venetien sowie dem Trentino prozentual die höchste Anzahl von Startup-Unternehmen in Italien.

#### Spanien
In Spanien steckt die Entrepreneurausbildung noch in den Kinderschuhen. Erfolg versprechende Ansätze gibt es vor allem im Baskenland und in Asturien im Rahmen von regionalisierten Ausbildungsstrategien sowie an einzelnen Hochschulen. So werden in beruflichen und allgemeinbildenden Sekundarschulen Übungsfirmen im Rahmen der regulären schulischen Curricula betrieben. Nach der Immobilien- und Finanzkrise sind Aktivitäten und Qualität der Ausbildung jedoch rückläufig, das Interesse an einer selbstständigen Tätigkeit ist stark gesunken. Eingewanderte Gründer besetzen viele interessante Nischen im Bereich des Handwerks, der Gastronomie und der freien Berufe.

#### Israel
Israel verzeichnet seit ca. 1994 im High-Tech-Bereich einen Gründerboom, der dem Staat zum Attribut The Start-up Nation verhalf. Dieser Erfolg wird der engen Verbindung von Politik, guter Ausbildung, Kultur, Infrastruktur, neoliberaler Wirtschaftspolitik, globaler Orientierung und stetem Zustrom von Venture Capital zugeschrieben, die in einer Art von entrepreneurialem Ökosystem miteinander verknüpft sind. Die Armee ist dabei die wichtigste Kaderschmiede für Start-ups. In vielen Zügen erinnert diese Situation an China; allerdings kommt in Israel die hohe Bedeutung eines permanenten Kapitalimports in Schlüsseltechnologien hinzu.
Aber auch in den ursprünglich stark kollektiv orientierten Kibbutzim gab es seit Mitte der 1990er Jahre eine Gründerwelle im Dienstleistungs- und Baubereich, dessen Träger oft Frauen waren. Größere Kibbutzim richteten auch Inkubatoren ein. Man kann diese Aktivitäten als Versuch sehen, das Überleben der kollektiven Tradition an meist ungünstigen peripheren Standorten inmitten eines zunehmend individualisierten und konkurrenzorientierten Umfelds zu sichern. Die so gegründeten Unternehmen fluktuieren allerdings sehr stark.
Beobachter stellten fest, dass die Start-ups in wenigen Fällen organisch gewachsen sind, sondern durch politisches deal-making zustande kamen und zudem räumlich extrem konzentriert sind (Silicon Wadi), während andere Regionen nur wenige Unternehmensgründungen verzeichnen. Auch ist der Anteil der 18- bis 64-Jährigen, die sich unternehmerisch betätigen, gegenüber 2008 zurückgegangen.

#### Singapur
Singapur gilt seit Jahren als Standort zahlreicher innovativer Unternehmen. Trotz aller Ansiedlungserfolge werden jedoch Schwächen in der Ausbildung vor allem in Mathematik und Naturwissenschaften beklagt, die dazu führen, dass Start-ups überwiegend für den lokalen Markt tätig sind. Auch sind die Gründungsraten relativ niedrig geblieben. Seminar- und Praktikumsprogramme der National University of Singapore (NUS) für Gründer und Start-ups werden vom NUS Entrepreneurship Centre durchgeführt; die Absolventen streben jedoch oft Tätigkeiten in den zahlreichen ansässigen internationalen Großunternehmen an.

#### Japan
Japan hat – u. a. durch die Altersstruktur bedingt – eine der niedrigsten Gründungsraten der Welt. Hinzu kommt eine notorische Risikoaversion, Fehlerängstlichkeit und der Wunsch nach stabiler, möglichst dauerhafter Beschäftigung. Eine Unternehmensgründung wurde hier immer als „Plan B“ bei Fehlschlägen auf der Stellensuche betrachtet. Dieses Bild verändert sich langsam: Immer mehr Angestellte verlassen ihre Arbeitgeber und gründen. Auch Venture Capital steht nunmehr in ausreichendem Maß zur Verfügung. Etwa 20 Hochschulen bieten Gründerausbildungsgänge an.

### Effizienzbasierte Volkswirtschaften
Das Gründungsgeschehen setzt hier meist eine gewisse Professionalität und Arbeitsproduktivität voraus; es erfordert oft einen relativ hohen Kapitaleinsatz, nicht unbedingt jedoch einen hohen Innovationsgrad der Geschäftsidee.

#### Polen
In Polen wurden Elemente einer Entrepreneurausbildung im allgemeinbildenden Schulwesen ab der Sekundarstufe I implementiert. Allerdings sei der Unterricht zu makroökonomisch und weitgehend theoretisch orientiert. Die (regional teils schwach entwickelte, wenig koordinierte) Gründungsförderung und Unternehmerausbildung stellt die Qualifizierung für kleine und mittlere Unternehmen in den Vordergrund, wodurch sie sich jedoch von eher großbetrieblich und vorrangig auf internationale Investoren ausgerichteten Konzepten in anderen mittel- und osteuropäischen Ländern positiv unterscheidet. Ein Lehr- und Forschungsschwerpunkt mit entsprechenden Spezialisierungen im Rahmen eines Bachelor- und Masterprogramms sind die Wirtschaftsuniversität Krakau und die West Pomeranian Business School in Stettin.

#### Ungarn
Die ungarischen Gründer klagen über wenig Unterstützung. Viele Scheinselbstständige nutzen den Unternehmerstatus lediglich um Steuern zu sparen. Die Ungarn stehen insgesamt der Existenzgründung noch skeptischer gegenüber als die Deutschen. Die Mehrheit der Studierenden in Ungarn nimmt jedoch heute an Entrepreneurkursen teil. Eine in diesem Bereich aktivsten Hochschulen ist die technisch profilierte István-Széchenyi-Universität in Győr, gefolgt von der Universität Pécs.

#### Rumänien
Die Situation in Rumänien ist symptomatisch für die Entwicklung von Programmen zur Förderung des Unternehmertums in Ostmittel- und Südosteuropa. 2003 wurde hier von der Non-Profit-Organisation Junior Achievement Romania mit Unterstützung von USAid und Genehmigung des rumänischen Erziehungsministeriums ein Programm zur Förderung der Entrepreneurausbildung (Junior Achievement – Young Enterprise) an Sekundarschulen und Hochschulen gestartet. Dieses sah u. a. die Gründung von Übungsfirmen und betriebliche Praktika vor. Über eine reguläre Implementierung dieses Programm gibt es jedoch keine Informationen. In einer Befragung von Hochschulen durch die Universität Petru Maior in Târgu Mureș ergaben sich keine Hinweise auf eine Evaluation oder auch nur ein Monitoring des Gründungsgeschehens. Offenbar diente das Programm wie viele ähnliche Aktivitäten eher dem Abgreifen von Fördermitteln zum Aufbau der Zivilgesellschaft durch rasch gegründete NGOs. Die Hochschulen leiden wiederum unter einem Mangel an Autonomie und Flexibilität; Entrepreneurship wurde während einer langen Zeit meist von Dozenten gelehrt, die schon vor 1989 im Amt waren.
Einzelne Hochschulen entwickelten jedoch durchaus erfolgreiche eigene Initiativen zur Gründungsförderung, teils auch mit deutscher oder EU-Hilfe. Die Universität Titu Maiorescu und die Polytechnische Universität Bukarest haben im Rahmen des Projekts TASE 2009–2011 etwa 80 Gründer bis zur Erstellung eines Businessplans ausgebildet. An der Universität Petru Maior in Târgu Mureș wurden 2007–2009 im Rahmen eines internationalen Projekts Curriculumelemente entwickelt, die auch in Masterstudiengängen anderer europäischer Länder eingesetzt werden, so u. a. an der Frankfurt University of Applied Sciences, die ihr Programm inzwischen eingestellt hat.
Da in den vergangenen Jahren betriebswirtschaftliche Studiengänge mit Blick auf (später oft ausbleibende) internationale Investoren meist recht einseitig auf internationales Business Administration hin orientiert waren und Fächer wie Entrepreneurship und Small and Family Business Management vernachlässigt wurden, bestehen einerseits erhebliche Probleme bei der Gewinnung qualifizierter Entrepreneurs für Gründungen kleiner und mittlerer Unternehmen im Lande. Andererseits sehen sich auch technisch-naturwissenschaftlich qualifizierte Entrepreneurs gezwungen, wegen des allgemeinen Kapitalmangels und schwach entwickelter Märkte in Dienstleistungsbereichen zu gründen, in denen ihre spezielle technische Kompetenz gar nicht gefragt ist und ohne dass sie hinreichend betriebswirtschaftlich qualifiziert werden. Das Ministerium für kleine und mittlere Unternehmen, Handel und Business Environment hat mit EU-Hilfe einen Sechsjahresplan 2007–2013 zur KMU-Förderung mit sieben Teilprogrammen konzipiert, darunter eines für junge Unternehmer und eines zur Verbesserung des Zugangs zum Kapitalmarkt.

#### Bulgarien
In Bulgarien konzentrieren sich die Bemühungen von Hochschulen um die Verbesserung der Entrepreneurausbildung auf den IT-Bereich mit dem Ziel einer Clusterbildung. Auch unterstützten die österreichische Rotary-Foundation seit 1994 die Gründerausbildung in Bulgarien an 41 Pilotschulen während der beruflichen Erstausbildung. Nach einem gewissen Aufschwung der Gründungsaktivitäten von 2005 bis zur Finanzkrise 2009 infolge weitgehender Deregulierung und einer Flat Tax werden nunmehr besonders Aktivitäten entwickelt, die der schwierigen sozialen und Arbeitsmarktsituation im Land Rechnung tragen. So förderte die UniCredit Foundation 2013–2014 ein Programm für Social Entrepreneurs des Bulgarian Center for Not-for-profit Law. (BCNL)

#### Kroatien
In Kroatien fördert das CEPOR – Zentrum für Entwicklungspolitik von KMU und Unternehmertum, eine 2001 in Zagreb gegründete Non-Profit-Organisation als Denkfabrik die Entwicklung von und die Ausbildung für kleine und mittlere Unternehmen. Schwerpunkte liegen in den Bereichen Touristik, Dienstleistungen, Holz- und Möbelwirtschaft.
Insbesondere die J. J. Strossmayer-Universität in Osijek bemüht sich seit 2000 aktiv um die Intensivierung und Modernisierung der akademischen und schulischen Gründerausbildung (2005: 250 Studierende im Fach Entrepreneurship), ebenso die Professional High School (Fachhochschule) VERN in Zagreb. Die Aktivitäten des Landes gelten jedoch insgesamt in institutioneller und disziplinärer Hinsicht als zersplittert. Es besteht die Befürchtung, dass viele kleine und mittlere Unternehmen des Landes auch wegen unzureichender Qualifikationen einen EU-Beitritt nicht überstehen werden.

#### Serbien
Wichtige Zentren der Unternehmensgründung und Unternehmerausbildung sind die Universität und der Wissenschafts- und Technologiepark Novi Sad mit einem Inkubationszentrum.
USAID führt in Serbien Hilfs- und Trainingsprogramme für das Agrobusiness durch. Die serbische Regierung hat unter dem Eindruck der Krise im Jahre 2009 ein bis 2013 projektiertes Förder- und Trainingsprogramm für Klein- und Mittelbetriebe aufgelegt.

#### Russland
Während die Freiheit im Bereich der Geschäftsgründung und -ausübung im internationalen Vergleich überdurchschnittlich ist, die Zollbarrieren sinken und die Steuern gering sind, mangelt es an Investitionsfreiheit und Freiheit von Korruption. Für die Wirtschaft eines Schwellenlandes bzw. eine effizienzgetriebene Ökonomie weist Russland einen vergleichsweise geringen Anteil informeller Wirtschaftsaktivitäten und Institutionen auf, die oft als Vorstufe von Gründungen gelten können oder diese anregen. Internationale entrepreneuriale Aktivitäten sind gering entwickelt.
Die Entrepreneurausbildung ist heute (2021) wie schon vor 15 Jahren noch immer eine Achillesferse der russischen Modernisierungspolitik. Erst nach der Krise 2008–2009 wurden in Russland Initiativen zur Intensivierung der Entrepreneurausbildung gestartet. Über 200 Hochschulen sind im Rahmen eines staatlichen Programms in der Gründungsförderung und -ausbildung involviert und haben z. T. spezialisierte Business-Inkubatoren gegründet. In den höheren und berufsbildenden Schulen wurde der Wirtschaftskundeunterricht modernisiert, um den enormen Bedarf privater Unternehmen an Qualifikationen im Bereich Finanzen und Rechnungswesen zu decken. Unter den Hochschulen spielte vor allem die Staatliche Technische Universität Moskau N. E. Bauman (Bauman MSTU) eine größere Rolle bei der Initiierung von Start-Ups.
Einen Modellfall bildet Tatarstan mit seiner Hauptstadt Kasan und der Staatlichen Technologischen Universität. Hier wurde die Dynamik der nach 1990 in mafiöser Form boomenden informellen Ökonomie erfolgreich in die Gründung von Unternehmen umgelenkt.

#### Lettland
Lettland hat eine der höchsten Raten an Gründungsaktivitäten in Europa, die teils von OECD und EU unterstützt werden. Diese geförderten Trainingsmaßnahmen sind aufgrund harter Auslese nur für wenige Arbeitslose zugänglich. Die meisten Gründungen erfolgen daher durch ausländische Investoren.

#### Kaukasusstaaten
Armenien, Georgien und Aserbaidschan haben unter dem Einfluss der Weltbank in den letzten Jahren den Sektor kleiner und mittlerer Unternehmen ausgebaut. Sie fielen dabei durchaus durch positive Ratings auf, waren jedoch von der Krise 2009 stark betroffen und erlitten kräftige Rückschläge. Das gilt insbesondere für Armenien. In dieser Situation wurden besonders der Mangel an unternehmerischer Kompetenz und die fehlende Ausbildung deutlich. Eine Ausnahme bildet Georgien infolge des Zustroms von gut ausgebildeten Georgiern aus der Diaspora und in der Folge auch des Zustroms von internationalem Kapital sowie eines funktionierenden Marktes für Mikrokredite.
Dennoch werden die Aussagekraft der positiven Ratings der Weltbank, von Forbes und Doing Business, des Enabling Trade Index und anderer Institutionen und Ratingeinrichtungen für Georgien und z. T. auch für Aserbaidschan bezweifelt. Die verwendeten Indikatoren beziehen sich vor allem auf das Tempo von Gewerbeanmeldungen, von Baugenehmigungen (Georgien liegt weltweit auf Platz 7), auf die Durchsetzung der Gewerbefreiheit (Platz 5) oder die Investitionssicherheit (Aserbaidschan auf Platz 20). Dabei liegt das Bruttoinlandsprodukt z. T. unter 3.000 US-$ pro Kopf (Georgien), d. h. die Märkte sind nach wie vor eng begrenzt, Kleinunternehmen sind so gut wie nie auf internationalen Märkten vertreten und Infrastruktur und Steuersystem funktionieren nur unzureichend. Die Erleichterungen betreffen vor allem internationale Investoren. Trainings- und Kreditprogramme wie das georgische Governmental Employment Program for Small and Medium Business Development für Arbeitslose von 2007 und weitere brachten unter solchen Bedingungen kaum Abhilfe.
Eine Ausnahme bilden auch einige relativ erfolgreiche Neugründungen im Dienstleistungsgewerbe für den boomenden Ölsektor in Aserbaidschan. Die Kehrseite dieses Booms ist die mangelnde Diversifizierung, die nur wenige Nischen für Gründungen in anderen Branchen zulässt.
Eine Infrastruktur von Beratungs- und Serviceunternehmen für Gründer und Kleinunternehmer, die deren Kompetenzdefizite ausgleichen kann, steht am ehesten in Armenien zur Verfügung. Der Aufbau von Inkubatoren und Kooperationen mit Hochschulen steckt noch in den Anfängen.
Eher schädlich ist der Wettbewerb der internationalen Organisationen und Investitionsbanken um regionalen Einfluss, der mehr mit Geld als mit nachhaltigem Know-how-Transfer erkauft wird. Allein in Georgien sind in der Förderung von Kleinunternehmen die folgenden Einrichtungen tätig, ohne dass deren Arbeit jemals sichtbar evaluiert wurde: United States Agency for International Development (USAid), United Nations Development Programme (UNDP), United States Department of Agriculture (USDA), Millennium Challenge Georgia (MCG), Eurasia Partnership Foundation (EPF), die Internationale Organisation für Migration (IOM), die Weltbank-Tochter International Finance Corporation (IFC), die Europäische Bank für Wiederaufbau und Entwicklung (EBRD), die deutsche Gesellschaft für Internationale Zusammenarbeit (GIZ), die Friedrich-Naumann-Stiftung und andere. Solche Förderstrategien führen zu Mitnahmeeffekten durch die konkurrenzbedingte Senkung der Anforderungen bei der Mittelvergabe und dienen kaum der nachhaltigen Entwicklung einheimischer kleiner und mittlerer Unternehmen.

#### Türkei
Die Türkei hat insbesondere seit der Krise 2008–2009 große Anstrengungen unternommen, die Entrepreneurausbildung zu intensivieren. Die staatliche Organisation zur industriellen Entwicklung von kleinen und mittleren Unternehmen KOSGEB hat 26-stündige Schnellkurse für junge Entrepreneurs und 42-stündige Kurse für Hochschulabsolventen eingeführt, die bei erfolgreicher Teilnahme zur Beantragung von Krediten in Höhe von 5.000 bis 20.000 € berechtigen. 11 Inkubatoren wurden für arbeitslose Gründer eingerichtet. Die Young Businessmen Association of Turkey (TÜGIAD) richtet Entrepreneurclubs, Foren und Chatrooms sowie Websites mit FAQ und Erfolgsstories ein. Die Women Entrepreneurs Association (KAGIDER) bemüht sich um die Erhöhung der Frauenquote unter den Gründern. 6 % (73.000) von ca. 1,2 Mio. türkischen kleinen und mittleren Unternehmen werden von Frauen geleitet – EU-weit sind es 28 %. Allerdings schneidet die Türkei in vielen Parametern nicht schlechter ab als Deutschland: Der GEM 2006 stellte fest, dass die Türkei Platz 25 von 42 untersuchten Ländern im internationalen Gründungsgeschehen einnimmt.

#### Malaysia
Verglichen mit anderen effizienzbasierten Ökonomien in Asien sind die Gründungsraten von Privaten in Malaysia noch sehr niedrig. Das hängt trotz einer gewissen Liberalisierung der Wirtschaft auch mit der Rolle des Staatsfonds Khazanah Nasional zusammen, der viele wachsende Geschäftsfelder dominiert, aber der Korruption und des Nepotismus bezichtigt wird. Ethnische Malayen werden vom Staat und Fonds im Geschäftsverkehr bevorzugt, d. h. die 34 Prozent chinesischstämmiger Bevölkerung sind von Kapitalbeteiligungen teilweise ausgeschlossen. Die Risikoaversion vor allem der malaysischen Landbevölkerung ist hoch. Viele Kleinunternehmen sind traditionelle lokale Familienbetriebe ohne Wachstum und Exportgeschäft. Die unternehmerischen und Gründungsaktivitäten werden von der privaten Universiti Tun Abdul Razak in Kuala Lumpur beobachtet, die auch an der Erstellung des GEM 2014 beteiligt war. Die Hochschule wurde von einer politiknahen Investment- und Venture-Capital-Gesellschaft, der KUB Malaysia gegründet, hinter der die Staatspartei UMNO und das Finanzministerium stehen. Die Regierung hat die Grundzüge des Fachs Entrepreneurship für alle Studierenden der öffentlichen Universitäten für verbindlich erklärt, um die Arbeitslosigkeit zu bekämpfen. Gründungschancen werden vor allem im Tourismusbereich gesehen (Halal-Tourismus für Muslime aus aller Welt).

#### Süd-Korea
Die Wirtschaft Süd-Koreas ist entscheidend durch große Konglomerate wie Samsung und Hyundai geprägt, die die besten der zahlreichen Hochschulabsolventen rekrutieren. Hinzu kommen hohe Direktinvestitionen aus dem Ausland. Daneben bleibt wenig Raum für Aktivitäten von qualifizierten und innovativen Start-ups. Zu dieser verhaltenen Gründungsdynamik tragen kulturelle Faktoren wie Risikoaversion ebenso bei wie bürokratische Gründungshemmnisse, hohe Gründungskosten und mangelnde staatliche Unterstützung. Start-ups gelten als „underserved“. 2010 wurde daher die Korean Entrepreneurship Foundation (EKF) gegründet, die junge Entrepreneurs durch Training, Mentoring und Schaffung des Zugangs zu Finanzierungsquellen unterstützt werden sollen.

#### China
In China gibt es seit den 1990er Jahren erste Ansätze zur Unternehmeraus- und -weiterbildung, die seit ca. 2002 rasche Verbreitung findet. In diesem Jahr gab es schon 43 National Qualified University Science Parks. Einen besonderen Ruf in der Gründungsförderung hat sich die Fudan-Universität in Shanghai erworben. Ein Chinese High and New Technology Venture Service Centre (CHNTVSC) soll die zahlreichen Businessinkubatoren koordinieren.
Außeruniversitäre Träger der Unternehmerausbildung sind vor allem Verbände und Non-Profit-Organisationen, die ihre Angebote teils auch in Kooperation mit dem Ausland entwickeln. 2010 wurde die Academy of Chinese Entrepreneurs in Schanghai und Peking gegründet. Immerhin geben in einer Untersuchung 23 % aller chinesischen Unternehmer an, dass sie ein „Training“ in der Schule erhalten haben; doch halten 93 % Beziehungen für den wesentlichen Erfolgsfaktor.

#### Chile
Die akademische Entrepreneurausbildung in Chile ist für Lateinamerika vorbildlich und auch im internationalen Maßstab sehr erfolgreich.
Wichtiger Träger der Entrepreneurausbildung in verschiedenen Fächern ist seit 1990 die private Universidad del Desarrollo mit je einem Campus in Concepción (UDD) und (seit 1999) in Santiago de Chile. Ihr (Forschungs-)Institute of the School of Business and Economics koordiniert den chilenischen GEM-Bericht. Die international renommierte Hochschule hat Studierende aus ganz Lateinamerika und auch aus Asien.
Seit 2006 wurden verstärkt Versuche unternommen, Armut durch Training und Existenzgründungshilfen für Mikrounternehmen zu reduzieren, wobei jährlich über 20.000 Gründer (zu 95 % Frauen, davon zu über 30 % arbeitslos) durch das staatliche Micro Entrepreneurship Support Program (MESP) gefördert wurden. Eine stichprobenartige Evaluation ergab nach 12 bis 46 Monaten, dass insbesondere die Unternehmen, die durch einen einmaligen Zuschuss von etwa 240 US-Dollar (sog. MESP-plus) gefördert wurden, zu über 40 % am Markt blieben und oft auch zu einer geregelten Buchhaltung übergingen, während die anderen Teilnehmer zumindest ihre Beschäftigungschancen verbessern und ihr Einkommen steigern konnten.

#### Kolumbien
Die kolumbianische Regierung betreibt seit ca. 2008 eine aktive Politik der Entwicklung des Entrepreneurship, die in Verbindung mit verschiedenen Reformen zu einem raschen Aufschwung der Aktivitäten in dem früher als gründungsfeindlich geltenden Land geführt hat. Viele Schulen und Hochschulen haben Entrepreneurkurse in ihr Curriculum aufgenommen. Die Universidad de los Andes hat gemeinsam mit internationalen Partnern das Programm New Ventures Colombia gegründet, in dem die Entwicklung von Businessplänen gefördert wird. Das Programm Incubar Colombia fördert und inkubiert technikbasierte Gründungen. Dennoch handelt es sich bei vielen Gründungen noch um Notgründungen. Der Zugang zu Kapital ist schwierig.

#### Mexiko
Mexiko weist angesichts dauerhaft hoher Arbeitslosigkeit eine stark steigende Gründungsintensität bei in den letzten Jahren stark verbesserten institutionellen Rahmen- und Förderbedingungen auf. Seit 2001 steht Entrepreneurship hochrangig auf der politischen Agenda. Der Anteil der in frühe Gründungsaktivitäten eingebundenen Personen hat sich nicht zuöetzt aufgrund der fokussierten Unterstützungspolitik von 2010 bis 2014 fast verdoppelt. Dabei steigt die Zahl der Chancengründungen hochqualifizierter Menschen.
Das INADEM (Instituto Nacional del Emprendedor) fördert eine Reihe von entrepreneurialen Aktivitäten. Viele Ausbildungsaktivitäten – auch im Rahmen von Projekten der Entwicklungskooperation – bereiten auch auf eine Rolle im Bereich des Social Entrepreneurship oder Family Business vor, so z. B. das der University of Panamericana in Mexiko-Stadt. Als international vorbildlich wird das Angebot des 1943 von Privatunternehmern gegründeten Instituto Tecnológico y de Estudios Superiores de Monterrey (ITESM) angesehen, das mit dem Eugenio Garza Lagüera Entrepreneurship Institute eine wichtige Ausbildungsstätte für Gründer und ein Netzwerk von Inkubatoren betreibt. Das Programa Empresario und das Programa Emprendedor bieten Ausbildung und Gründungsunterstützung bis hin zur Promotion mit verschiedener Ausrichtung an (z. B. auch auf Familienunternehmen).

#### Brasilien
Insgesamt gab es 2007/2008 in Brasilien nach verschiedenen Schätzungen 11 bis 15 Millionen neue Unternehmer, die bis zu dreieinhalb Jahren vor diesem Zeitraum ihre Aktivitäten gestartet hatten. Die Letztere Zahl entspricht 12,7 % der erwachsenen Bevölkerung zwischen 18 und 64 Jahren. Dabei handelt es sich zum großen Teil um Kleinstunternehmen und Notgründungen. Entsprechend groß ist der Trainingsbedarf. Das Angebot an Trainingsprogrammen für Unternehmer ist jedoch stark zersplittert und meist lokal organisiert. Quantitativ ist es weniger umfassend als in anderen lateinamerikanischen Ländern, was durch die verstärkte Nutzung von Videos und elektronischen Medien kompensiert werden soll. Neben einigen Regierungsprogrammen, Programmen der Bundesstaaten und Gemeinden gibt es zahlreiche Programme von Non-Profit-Organisationen, christlichen Initiativen und Universitäten. Viele dieser Aktivitäten wurden als Antwort auf lokale Unterbeschäftigung gestartet und professionalisieren sich nur langsam. Social Entrepreneurship-Programme spielen dabei eine große Rolle.

#### Marokko
Marokko verfügt über eine wohlhabende und erfahrene Händlerschicht, die jedoch lange zögerte, sich in industriellen Sektoren oder modernen Dienstleistungsbranchen zu engagieren. Zwar hat sich die Zahl der jährlichen Neugründungen von 2004 auf 2008 um fast 140 % erhöht, doch dominiert darunter nach wie vor deutlich das Handelsgewerbe. Die Hochschulen beschränkten auf die Sensibilisierung für das Thema Existenzgründung, so dass lange Zeit keinerlei Ausbildungs- oder Begleitprogramme für akademische Gründer angeboten wurden. Auch heute noch (2015) gilt die Mittelausstattung der überfüllten Hochschulen als völlig unzureichend.
Angesichts hoher Jugend- und Akademikerarbeitslosigkeit von je ca. 18 Prozent (2010) wurden die Bemühungen um die Förderung von Existenzgründungen intensiviert, ohne dass schon ein Durchbruch erreicht worden wäre. Dabei hatten ca. 44 % aller 18- bis 64-Jährigen nach einer Erhebung in 2009 während der letzten 3,5 Jahre ein Unternehmen gegründet und/oder waren gerade dabei, ein Unternehmen zu gründen. Das ist die höchste Quote im internationalen Vergleich der Länder mit sog. faktorbasierten Ökonomien. Tausende Gründungen junger Menschen („Jeunes Entrepreneurs“) wurden u. a. durch Mikrokredite besonders gefördert.
Insbesondere wird versucht, akademisch qualifizierte Rückwanderer aus Europa zur Ansiedlung in sog. Offshore-Parks zu gewinnen, wo sie für europäische Firmen arbeiten und den Kristallisationspunkt für weitere lokale Gründungen bilden sollen. 2011 waren sieben solcher Parks im Betrieb bzw. in Planung. Das Pilotprojekt ist Casashore in Casablanca. Parallel dazu gibt es Ansätze, die Ausbildung von Ingenieuren in Entrepreneurship an den Universitäten und Fachhochschulen (Ecoles Nationales des Sciences Appliquées) zu fördern.
Im Jahr 2013 fanden eine Sommerakademie der kanadischen École internationale des jeunes entrepreneurs de Sherbrooke (ÉIJE) für den Maghreb in Agadir und eine Konferenz zum Thema L’entrepreneuriat social dans les pays en développment an der Universität al-Qarawīyīn in Fès statt, was ein wachsendes Interesse für das Thema angesichts signalisiert.

#### Tunesien
In Tunesien sind seit Ende der 1990er Jahre teils mit Unterstützung durch die GIZ (früher gtz) Initiativen zur Entrepreneurausbildung und zur Unterstützung des Sozialunternehmertums entstanden, doch ist ihre Wirksamkeit bisher nicht evaluiert worden. Die Aktivitäten konzentrierten sich lange Zeit auf den Bereich der Gastronomie. Die Ecole Supérieure de Commerce de Tunis (ESC Tunis), eine Gründung der Université de la Manouba, bildet seit dem Jahr 2000 Unternehmer für den Hotel- und Tourismusbereich aus.
Seit 2012 wurden die Aktivitäten zur Förderung junger Unternehmen mit internationaler Unterstützung intensiviert. In diesem Jahr wurden erstmals Gründungswettbewerbe zwischen studentischen Teams aus sieben Hochschulen ausgetragen, und die Sommerakademie der kanadischen École internationale des jeunes entrepreneurs de Sherbrooke (ÉIJE) für den Maghreb fand in Sousse statt.

### Faktorbasierte Volkswirtschaften
Das Gründungsgeschehen in faktorbasierten Ökonomien beschränkt sich meist auf den Handel und auf lokales Gewerbe, wobei der Export von Rohstoffen zum größten Teil in der Hand multinationaler Unternehmen und des Staates liegt. Wegen der allgemeinen Güterknappheit in vielen dieser Länder funktionieren einfache Arbitrage-Modelle mit geringem Kapitaleinsatz, niedrigen Einstiegsschwellen und entsprechend geringen Kapitalrisiken. Hingegen sind die politischen Risiken meist hoch. Ebenso beeinträchtigen Korruption und Kriminalität die Entwicklung des Unternehmertums, das oft in der Schattenwirtschaft seinen Ursprung hat.

#### Albanien
Die Schattenwirtschaft macht etwa 60 % der albanischen Gesamtwirtschaft aus. Die Wettbewerbsfähigkeit der kleinsten, kleinen und mittleren Unternehmen (KKMU) ist gering, doch die „Kioskökonomie“ expandiert. Unternehmer und Kammern klagen über komplizierte Prozeduren zur Einholung von Genehmigungen, Unklarheit bei den Eigentumsrechten, eine schwache Durchsetzung der Rechtsstaatlichkeit und eine marode Infrastruktur. Die Kauffman Foundation und einige US-Hochschulen führen vereinzelte Gründerkurse durch; auch die GIZ fördert Projekte zur Stärkung der Wettbewerbsfähigkeit der kleinsten Unternehmen.

#### Arabische Welt
In der arabischen Welt gibt es einen hohen Anteil von Klein- und Kleinstunternehmern, die jedoch zum großen Teil auf traditionellen Geschäftsfeldern tätig sind. Die Rate der Neugründungen liegt außer in Qatar und Marokko unter dem weltweiten Durchschnitt. Vor allem in den Petrodollar-Monarchien herrsche eine „Mentalität, dass der Staat die jungen Menschen alimentiert“. Dies ist angesichts der gesunkenen Ölpreise und der wachsenden Bevölkerung auf Dauer nicht mehr möglich. Frauen sind weit unterdurchschnittlich am Gründungsgeschehen beteiligt, was sich nur langsam ändert.
Insbesondere in Saudi-Arabien und den Emiraten genossen Gründer in der Privatwirtschaft bisher ein geringes Ansehen. Die großen Staatsfonds wie die ADIA oder die Mubadala Development Company in Abu Dhabi, der saudische Public Investment Fund (PIF) oder die Kuwait Investment Authority finanzieren sich aus den Öleinnahmen. Ihr Ausbau ist auch machtpolitisch motiviert. Sie dominieren große Bereiche der Wirtschaft und sind durch eine aufgeblasene Bürokratie gekennzeichnet. Daher wirken sie oft gründungshemmend. So bleibt die Unternehmensgründung in der Privatwirtschaft oft Ausländern überlassen.
Gewisse Chancen für Entrepreneurs ergeben sich u. a. in den Bereichen IT, Außenhandel, Touristik, Wellness, Agrobusiness, Dienstleistungen für internationale Unternehmen und auch im Segment des Social Entrepreneurship. Jedoch reichen die Ausbildungskapazitäten für Nachwuchsunternehmer bei weitem nicht aus. Das Gleiche gilt für die Mikrokreditfinanzierung, die oft durch den engen Rahmen von traditionellen Wohlfahrtssystemen begrenzt wird. So kann die arabische Rebellion 2011 vor allem in Tunesien auch als Aufstand perspektivloser Kleinunternehmer und Social Entrepreneurs angesehen werden.
Die zunehmende Jugendarbeitslosigkeit in zahlreichen arabischen Staaten veranlasste den Golf-Kooperationsrat, sich seit 2010 verstärkt um die Entfaltung und Unterstützung unternehmerischer Initiativen zu bemühen. Das US-Außenministerium hatte schon seit 2002 Druck in Richtung der Intensivierung von nicht staatlich induzierten Unternehmensgründungen gemacht, einer Forderung, der sich auch Präsident Obama 2010 angeschlossen hat. Zahlreiche US-Organisationen sind inzwischen in diesem Bereich tätig, v. a. in Dubai, so USAID, das Brookings Institution’s Wolfensohn Center for Development, das Aspen-Institut, die Kauffman Foundation und die Dubai-Initiative der Harvard University. Auch EU und das UNDP (in Jordanien) unterstützen in neuester Zeit die Unternehmerausbildung.
Die Entrepreneureliten der arabischen Länder werden bisher jedoch überwiegend in den USA und in Europa ausgebildet. So finden sich bisher nur vereinzelte Ansätze zum Youth Entrepreneurship ab dem Vorschulalter für Jungen und Mädchen z. B. in Saudi-Arabien. Ein Zentrum der Entrepreneurausbildung in Ägypten ist die American University in Cairo (AUC). In Dubai spielt das Mohammed bin Rashid Establishment for SME development eine gewisse Rolle bei der Gründungsförderung; jedoch steht hier die Ansiedlung von Großinvestoren weiter im Vordergrund.
In Jordanien gibt es zwar seit 2004 spezialisierte Hochschulkurse für KMU. Jedoch ist Jordaniens Gründerquote in den letzten Jahren ununterbrochen gesunken. Neben der hohen Flüchtlingsquote, der schlechten physischen Infrastruktur und der geringen Erwerbsbeteiligung der Frauen (der Gender-Gap zwischen Gründerquote von Männern und Frauen ist hier das größte unter allen nahöstlichen und nordafrikanischen Staaten) sind mangelnde Qualifikationen und Finanzierungsangebote ein Haupthindernis von Gründungen und geringe Wachstumschancen. Nur eine Hochschule bietet ein Graduiertenprogramm in Entrepreneurship an.
Im Oktober 2011 gab die Schwab Foundation for Social Entrepreneurship im Rahmen des World Economic Forum- Treffens in Jordanien die Gewinner des „Social Entrepreneur Of The Year Award“ 2011 für die Arabische Welt bekannt. Einer der Preisträger ist Sameh Seif Ghali – Mitglied der Community Impact Development Group (CIDG) von Siemens Stiftung und Ashoka. Die Auszeichnung erhielt er für sein Sozialunternehmen „Together Association for Development and the Environment“ (TA).

#### Iran
Die Schwierigkeiten des Iran mit der Etablierung eines privaten Unternehmertums und einer Entrepreneurausbildung erinnern in mancher Hinsicht an die Problem postsozialistischer Länder. In Farsi gab es ursprünglich nicht einmal einen Begriff für Unternehmertum. Zur Zeit des Pahlevi-Regimes musste der Begriff karfarma (ungefähr: Arbeitgeber, Boss; von kar: Arbeit, Job) zur Bezeichnung von Unternehmern verwendet werden, um Anklänge an marxistische Terminologie zu vermeiden. Die heutige Übersetzung karafarini bedeutet etwa Arbeitsplatzschaffung, -vermittlung oder Beschäftigung, welche Aufgaben traditionell dem Staat zugeschrieben werden. Doch seit Mitte der 1990er Jahre hat sich der Privatisierungsprozess beschleunigt. Der erste Masterstudiengang in Entrepreneurship begann 2004 an der Universität Teheran mit der Unterstützung von Arbeitsministerium, Wissenschaftsministerium und der Stadt Teheran. Diese Aktivitäten führten inzwischen zur Gründung einer eigenen Fakultät. Unter dem Druck wachsender Arbeitslosigkeit wurden ähnliche Aktivitäten im Rahmen des KARAD-Programms auch an anderen Universitäten eingeführt. Allerdings sieht das Arbeitsministerium nach wie vor beschäftigungspolitische Ziele im Fokus des Programms und bleibt damit einem zweifelhaften Konzept von Unternehmertum verhaftet.

#### Kasachstan
Ein Bericht der Wirtschaftskommission für Europa der Vereinten Nationen (UNECE) von 2007 konstatiert massive Defizite bei der Entwicklung und Förderung des Unternehmertums und von Unternehmensgründungen. Trotz Gründung von 44 Inkubatoren, die teils durch die Soros-Stiftung gefördert wurden, blieben viele dieser Initiativen stecken, teils wegen Finanzmangel, teils wegen bürokratischer Hürden oder weil keine Kooperation mit Großunternehmen (z. B. durch Outsourcing oder Franchising) zustande kam. Bedingt durch Überregulation werden 43 % der Wertschöpfung in der Schattenwirtschaft erzeugt. Gründungen konzentrieren sich daher auf den Einzelhandel. Die Gründerausbildung gilt als unsystematisch; internationales Know-how werde nur in geringem Umfang genutzt.

#### Indien
Schwerpunkte der öffentlichen Entrepreneurausbildung in Indien liegen u. a. im Bereich des Family Business, der Mikrounternehmen und des Social Entrepreneurship. Das National Institute for Entrepreneurship and Small Business Development (NIESBUD) wurde 1983 vom Industrieministerium (heute Ministry of Micro, Small & Medium Enterprises, MSMEs) gegründet und verfügt über eigene Lehr- und Trainingskapazitäten. Eine weitere wichtige Ausbildungs- und Forschungseinrichtung mit ähnlichen Zielsetzungen ist das Entrepreneurship Development Institute of India (EDI) in Ahmedabad, eine 1983 gegründete unabhängige Non-Profit-Institution, die von der Finanzwirtschaft gesponsert wird und Bachelor- und Masterprogramme ebenso wie Trainings aller Art anbietet. Gefördert wird auch die Ausbildung von Mikrounternehmern sowie das Youth Entrepreneurship. Das Institut unterhält weitere regionale Niederlassungen in Indien und im südostasiatischen Raum.

#### Pakistan
Pakistan kämpft mit erheblichen Schwierigkeiten bei der Förderung und Ausbildung von Start-ups und Kleinunternehmen. Dazu zählen eine als postkolonial zu bezeichnende Sozialstruktur mit umfangreicher Bürokratie, Korruption und beherrschender Stellung des Militärs, eine enorme Vermögenskonzentration in wenigen Händen und die verlockende Möglichkeit, wesentlich höhere agrarische als industrielle Erträge zu erzielen. Weitere hemmende Faktoren sind die geringen Möglichkeiten, gegen Gesetzes- und Vertragsbruch vorzugehen, hohe Finanzierungskosten, eine unterentwickelte urbane Infrastruktur (40 % der Firmen klagen über Mängel der Elektrizitätsversorgung) und mangelnde Qualifikationen auf allen Ebenen. Die meisten Unternehmen wurden von ihren Eigentümern ererbt und sind wenig innovativ. Unter den einwohnerreichsten Ländern der Erde ist Pakistan wohl dasjenige mit den schlechtesten Perspektiven für Gründer. Pakistani im Ausland (Vereinigtes Königreich, Kanada, Schweiz, Vereinigte Arabische Emirate u. a.) gehören jedoch zu den aktivsten Gründergruppen.

#### Indonesien
Die indonesische Regierung hat in den letzten Jahren mit Hilfe zahlreicher internationaler Partner – vor allem mit Unterstützung des US-amerikanischen Global Entrepreneurship Program (GEP) – die Gründung von Start-ups und die Unternehmerausbildung forciert. GEPI (GEP Indonesia) ist die lokale Agentur von GEP und an zentraler Stelle an solchen Programmen beteiligt. Das Land gilt heute als sehr unternehmerfreundlich. Allerdings ist die Beteiligung von Frauen am Gründungsgeschehen sehr gering, der Zugang zu Kapital bleibt für kleine und mittlere Unternehmen schwierig und die Effektivität der Regierungsprogramme wird in Frage gestellt. Außerdem befinden sich zahlreiche kleine und mittlere Unternehmen in Indonesien in der Hand von Chinesen; Malayen sind nach wie vor unterrepräsentiert.

#### Afrika südlich der Sahara
Einrichtungen der Entwicklungszusammenarbeit wie die GIZ, international aktive Stiftungen wie die Siemens Stiftung, Freiwilligenorganisationen wie die niederländische PUM und Social Entrepreneurship-Projekte im Bereich der Grundversorgung – z. B. gefördert von Ashoka – spielen in ganz Afrika südlich der Sahara eine große Rolle. Eine Schlüsselrolle spielt der Agrarbereich. Er schafft die meisten Arbeitsplätze und sorgt für Nahrungsmittelsicherheit. Die in den letzten Jahren expandierenden Einzelhandelsketten wie Chandaran in Kenai benötigen professionelle Zulieferer. Das Gleiche gilt für den Export von Cash Crops.
Die Gründungsquoten in diesem Raum sind wegen des Mangels an Arbeitsplätzen hoch, aber der Kapitalmangel ist eklatant. Im englischsprachigen Raum, so vor allem in Ghana, Sambia, Uganda, Malawi und Nigeria, aber auch im portugiesischsprachigen Angola sind sie deutlich höher als in den französischsprachigen Staaten. Frauen sind in diesen Ländern überall stark am Gründungsgeschehen beteiligt, ebenso indische Zuwanderer in Südafrika, Mosambik, Tansania und Kenia. Das technische Niveau der Gründungen steigt in vielen Regionen, doch Projekte im Bereich der Entwicklung und Vermarktung angepasster Technologien (sog. Reverse Innovation) erfolgen bisher noch selten und treffen auf die Konkurrenz von Importprodukten. Eine Ursache dafür sind die Schwächen der Ausbildung in den mathematisch-naturwissenschaftlich-ingenieurtechnischen Fächern in vielen afrikanischen Ländern. 
Zentren der noch schwach entwickelten Entrepreneurausbildung in Afrika südlich der Sahara, an der viele US-amerikanische Universitäten mitwirken, sind Südafrika, das jedoch nach Einschätzung der GEM-Experten weit hinter seinen Möglichkeiten zurückbleibt, und Kenia. Erik Hersman, der in Kenia das Konzept des einfachen Geldtransfers per Mobilfon entwickelte, gründete 2010 den iHub Nairobi, ein Technologie- und Innovationszentrum, an dem 10.000 kenianische Programmierer, Designer und Entrepreneurs beteiligt sind. Der Hub ist Gründerzentrum und Denkfabrik zugleich. 2011 schlossen sich rund 19 afrikanische Hubs in dem Netzwerk AfriLabs zusammen, das von der GIZ unterstützt wird. Eine ähnliche, von der Weltbank und der World Wide Web Foundation unterstützte Initiative ist m:lab (MLAb East Africa). In Ghana werden softwareorientierte Gründungen von der Entrepreneurial School of Technology (MEST) der Meltwater Foundation unterstützt.